# Chu (État)
Pour les articles homonymes, voir Chu.
VIIIe siècle – 223 av. J.-C.
Entités précédentes :
- Dynastie Zhou

Entités suivantes :
- Qin

Chu ou l'État de Chu (chinois simplifié : 楚国 ; chinois traditionnel : 楚國 ; pinyin : chǔguó ; litt. « pays Chǔ »), connu à l'origine sous le nom de Jing (chinois : 荆) puis Jingchu (chinois : 荆楚), était un État de la Dynastie Zhou de l'Ouest et des périodes des Printemps et Automnes et des Royaumes combattants, établi sur le fleuve Yangzi, au sud des terres des Zhou. Chu est annexé par Qin en 223 av. J.-C., durant les guerres d'unification de Qin.
Le territoire de Chu inclut la majeure partie des actuelles provinces du Hubei et Hunan, ainsi que des parts plus ou moins importantes de Chongqing, Guizhou, Henan, Anhui, Jiangxi, Jiangsu, Zhejiang et Shanghai. Pendant plus de 400 ans, la capitale du Chu est la ville de Danyang, située à la jonction des rivières Dan et Xi,, près de l'actuel Xian de Xichuan, dans le Henan, avant d’être déplacé à Ying.
La maison royale de Chu à l'origine portait le nom ancestral Nai (嬭) et le nom de clan Yan (酓) mais ceux-ci sont devenus plus tard Mi (芈) et Xiong (熊),.

## Histoire du Chu

### Fondation du Chu

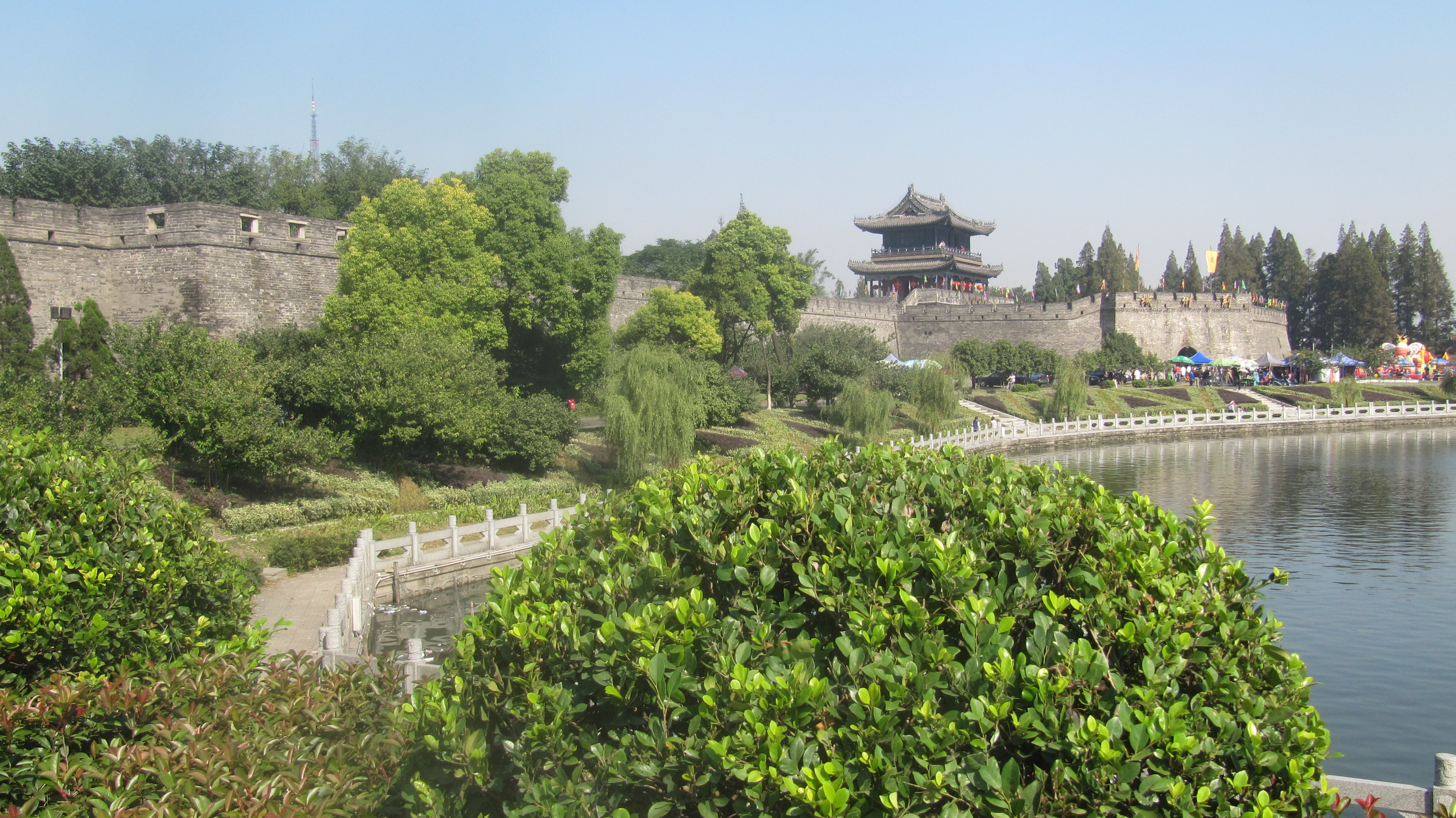
Fortifications de la capitale dans l'actuelle Jingzhou

D’après les légendes rapportées par Sima Qian dans le Shiji, Jilian serait un descendant du mythique Empereur jaune, et plus spécifiquement de son petit-fils et successeur Zhuanxu. L'arrière-petit-fils de Zhuanxu, Wuhui, aurait été nommé régulateur du feu par l'empereur Ku, qui lui aurait octroyé un fief du nom de Zhu Rong. Le fils de Wuhui, nommé Luzhong (chinois : 陸終), aurait eu six fils, tous nés par césarienne. Jilian, le premier souverain connu du Chu, serait le plus jeune des six.
D’après les recherches archéologiques et historiques, le Chu est probablement une confédération tribale autochtone d'ethnie Miao influencée par la culture venue du Nord, qui émerge lorsque le contrôle de la dynastie Shang sur la région s'affaiblit, voire disparait  . À l'époque où Jilian prend le contrôle de cet ensemble de tribus, le peuple Chu est installé le long des rives de la rivière Dan, dans le sud du Henan.
Jilian prend comme nom de clan Mi (芈), ce qui fait de lui le fondateur de la Maison Mi, qui va régner sur le Chu pendant plus de huit siècles. Yuxiong (鬻熊), un descendant de Jilian, est le tuteur de Ji Chang, le père du fondateur de la dynastie Zhou. À la génération suivante, lorsque les Zhou renversent la dynastie Shang, le Chu les soutient en leur fournissant des arcs et des flèches . Entre parenthèses, d'après Lamelles de bambou de Tsinghua, Bili (妣厲), la femme de Yuxiong, est décédée à la suite d'une césarienne pratiquée en raison d'une dystocie lors de l'accouchement de Xiongli (熊麗); elle est ensuite enterrée, enroulée dans des broussailles. Pour la commémorer, la Brousse (楚, chǔ) devient le nom du pays (puisque à l'époque c'est un pays sauvage).
Pour remercier les dirigeants du Chu de leur aide, le roi Zhou Chengwang, le second roi de la dynastie Zhou (r 1042 à 1021 avant J.-C.) donne à Xiong Yi, petit-fils de Xiongli, le pays de Chu en fief et lui donne le titre héréditaire de (chinois : 子 zǐ, "vicomte"). La première capitale du Chu est alors fondée a Danyang, ce qui correspond actuellement au Xian de Xichuan, au Henan.
Selon le Shiji, cette cité est fondée par Xiong Yi et ses sujets, qui se déplacent de la zone où ils vivent, vers le site où la capitale est fondée. Yi entreprend ensuite la tâche ardue de faire défricher les sous-bois épineux des contreforts des montagnes du Jingshan, afin que son peuple puisse faire véritablement naitre et prospérer la vicomté de Chu et faire des sacrifices aux rois de Zhou.
Les fouilles archéologiques ont révélé qu'à un moment donné, probablement avant le début de la guerre contre le roi Zhao, le peuple du Chu s'est effectivement installé dans la région montagneuse située à l'ouest de la rivière Han, dans l'est du Hubei . Là, ils ont construit un centre fortifié près des monts Jing (en). Cependant, il est difficile de certifier que cette migration du peuple de Chu correspond bien à celle décrite par Sima Qian dans son ouvrage.

### Zhou de l'Ouest
En 977 av. J.-C., durant sa campagne contre le Chu, le bateau du roi Zhao de Zhou coule alors qu'il est en train de se replier après avoir été vaincu, et il se noie dans les eaux du fleuve Han. Après cette mort, la dynastie Zhou cesse de s'étendre vers le sud, permettant aux tribus du sud et au Chu de renforcer leur autonomie par rapport au pouvoir central, ce bien avant les États du nord.
Le vicomte Xiong Qu du Chu annexe l'état de E en 863 av. J.-C. et fait de Ezhou, la capitale de cet état, l'une de ses capitales.
En 711 av. J.-C., les Quanrong, un peuple non-Chinois vivant a l'ouest des plaines centrales, alliés au comte de Shen, un général auparavant au service des Zhou, s'emparent de Hao (鎬), la capitale des Zhou, qu'ils incendient et pillent. Ils tuent également le roi You de Zhou lors de la bataille du mont Li. Profitant de cet affaiblissement du pouvoir central, en 703 ou 706 av. J.-C., le vicomte Xiong Che se proclame Roi de Chu.

### Période des Printemps et Automnes

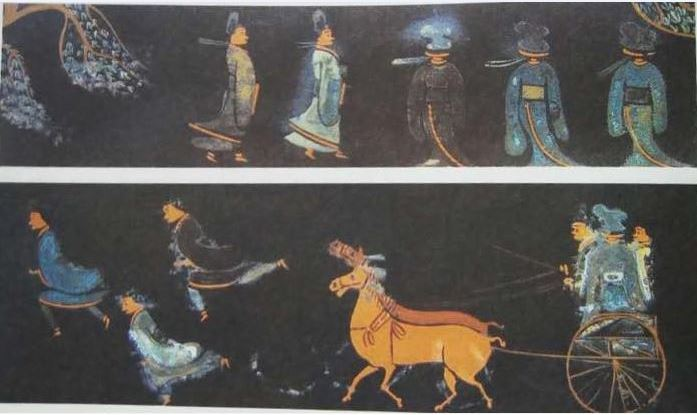
Une laque peinte provenant du tombeau de Jingmen de l'État de Chu (704-223 avant J.-C.). Elle représente des hommes portant des habits précurseurs des "Hanfu", la robe traditionnelle chinoise en soie, et montant dans un char tiré par deux chevaux.

C'est pendant le règne du Roi Zhuang que le Chu atteint l'apogée de sa puissance, son dirigeant étant l'un des cinq Hégémons de l'époque. Entre 695 et 689 avant J.-C., en raison d'un certain nombre de conflits avec les États voisins, la capitale du Chu est déplacée vers le sud-est, de Danyang à Ying. Le Chu commence par consolider son pouvoir en annexant d'autres États de sa région d'origine, qui correspond à peu près à l'actuelle province du Hubei, avant de s'étendre en direction de la plaine de Chine du Nord. C'est dans le cadre de cette expansion que, durant l'été 648 avant J.-C., l'État de Huang est annexé par le Chu.
La menace que représente le Chu entraine la formation de multiples alliances entre les états du Nord sous la direction de l'état de Jin. Ces alliances tiennent le Chu en échec, qui subit sa première défaite majeure lors de la bataille de Chengpu en 632 av. J.-C. Au cours du VIe siècle av. J.-C., les états de Jin et Chu s'affrontent à de nombreuses reprises pour le contrôle de la plaine centrale. En 597 avant J.-C., le Jin est vaincu par le Chu lors de la bataille de Bi, ce qui empêche temporairement le premier de contrer l'expansion du second. Le Chu utilise stratégiquement l'état de Zheng comme son représentant dans la zone de la plaine centrale, après l'avoir forcé, par le biais d'intimidations et de menaces, a conclure une alliance. De son côté, le Jin cherche à contrebalancer l'influence du Chu en s'alliant à plusieurs reprises avec les états de Lu, Wey et Song. Les tensions entre le Chu et le Jin ne s’apaise qu'en 579 avant J.-C., lorsqu'une trêve est signée entre les deux États après une défaite du Chu lors d'une bataille ayant lieu a Zhanban (湛阪). À cette date, l'état de Jin est de plus en plus déchiré par des conflits internes, qui vont finalement conduire à sa partition en trois nouveaux États : Han, Zhao et Wei. De plus le Chu doit faire face à la montée en puissance d'un nouvel ennemi dans le Sud.
En effet, au début du sixième siècle avant J.-C., l'état de Jin aide l'État de Wu, situé près du delta du Yangzi, à renforcer son armée et réformer ses institutions politiques, afin qu'il puisse faire contrepoids au Chu. Ces réformes portent leur fruit, car le Wu vainc l'état de Qi et, après une série d'une dizaine de batailles et conflits étalés sur sept décennies, il envahit le Chu en 506 av. J.-C. Après avoir vaincu l'armée du Roi Zhao de Chu lors de la bataille de Boju, les troupes du Wuil occupent Ying, la capitale de Chu, forçant le roi à fuir chez ses alliés à Yun, puis à "Sui". Le roi Zhao finit par revenir dans a Ying, mais après une autre attaque du Wu en 504 av. J.-C., il déplace temporairement la capitale du Chu dans le territoire de l'ancien état de Ruo. Reprenant à son compte la stratégie que Jin avait utilisé contre lui, le Chu commence aider l'état de Yue, située dans l'actuelle province du Zhejiang, pour qu'il lui serve d'allié contre le Wu. Dans un premier temps, le Yue est vassalisé par le roi Fuchai de Wu, ce jusqu’à ce que ce dernier libère leur roi, Goujian. Ce dernier se venge de sa période de captivité en écrasant et en annexant complètement le Wu.

### Période des Royaumes combattants

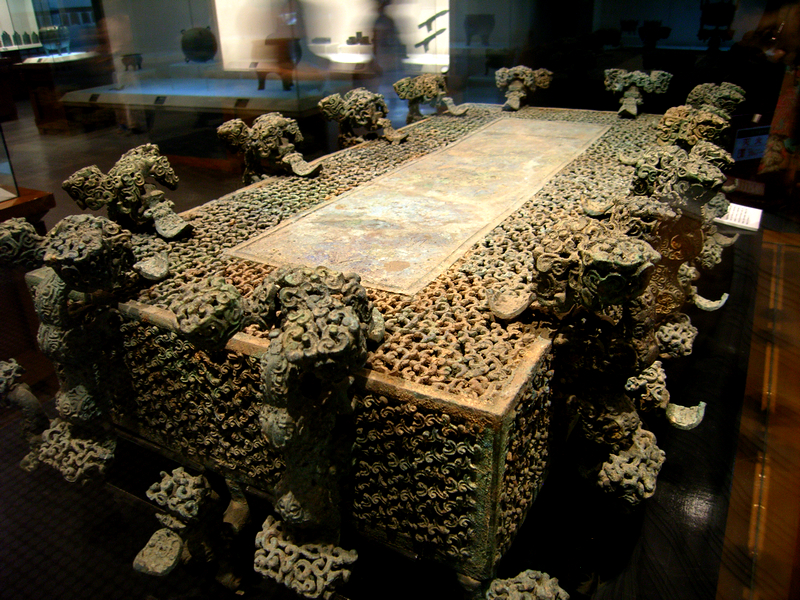
Bronzes provenant d'une tombe de l'époque de l'État de Chu du Xian de Xichuan.

Libéré de la menace que représentait le Wu, le Chu reprend sa politique expansionniste. Il annexe l'état de Chen en 479 avant J.-C. et envahit celui de Cai, au nord, en 447 avant J.-C.. Cependant, à la fin du Ve siècle av. J.-C., le gouvernement de Chu est gangréné par la corruption et devient inefficace, une grande partie des revenus de l'État étant utilisée pour subvenir aux besoins de l'entourage royal. De nombreux fonctionnaires ne font rien ou presque, à part être payés et l'armée de Chu, bien que nombreuse, est de piètre qualité.
À la fin des années 390 avant J.-C., le roi Dao de Chu nomme Wu Qi, un stratège et homme d'État originaire de l'État de Wei, au poste de Lingyin, l'équivalent de Premier ministre du Chu. Les réformes qu'il entreprend commencent à transformer Chu en un État efficace et puissant : réduction du salaire des fonctionnaires, suppression des postes inutiles et déportation de tous les nobles de la capitale vers les frontières afin de réduire leur influence et de les obliger à mettre en valeur leurs terres. Il promulgue également des codes visant à réglementer les constructions pour embellir Ying, la capitale, et lui donner un aspect plus sinisé. Malgré l'impopularité de Wu Qi au sein de la classe dirigeante du Chu, ses réformes renforcent le roi et assurent la puissance de l'État jusqu'à la fin du IVe siècle av. J.-C.; moment à partir duquel ce sont le Zhao et le Qin qui prennent l'ascendant sur les autres royaumes combattants. Pendant le règne du Roi Dao, Le Chu remporte une fois de plus un grand succès, en battant les États de Wei et de Yue. Yue est partagé entre le Chu et le Qi en 334 ou 333 avant J.-C. Mais malgré cela, les nobles et fonctionnaires de Chu exercent leur vengeance contre Wu Qi dès la mort de son protecteur, car Qi est assassiné lors des funérailles du roi Dao, en 381 avant J.-C. Les assassins ayant profané le cadavre du défunt roi, ils sont tous exécutés sur ordre du Roi Su de Chu, le fils et successeur de Dao. En tout, ce sont plus de soixante-dix familles qui sont exterminées, mais le roi Su procède également à l'abolition des réformes mises en place par Wu Qi, réalisant ainsi, de facto, l'objectif final des conjurés.
Avant de rentrer au service du Roi de Chu, Wu vivait dans l'État de Wei, où il s'est livré à une analyse militaire des six autres royaumes combattants. Le fruit de ses réflexions est consigné dans son magnum opus, le Wuzi (en). Voici l'analyse qu'il fait alors des forces et faiblesses du Chu:

« Les habitants du Chu sont doux et faibles. Leurs terres s'étendent sur de vastes étendues et leur gouvernement ne peut pas administrer efficacement un espace aussi vaste. Leurs troupes sont fatiguées et bien que leurs formations soient bien ordonnées, elles n'ont pas les ressources nécessaires pour maintenir leurs positions longtemps. Pour les vaincre, nous devons frapper rapidement, de manière inattendue et battre en retraite rapidement avant qu'ils ne puissent contre-attaquer. Cela créera un malaise chez leurs soldats fatigués et réduira leur esprit combatif. Ainsi, avec de la persévérance, leur armée peut être vaincue. »

— Wuzi (en), Wu Qi
À la fin de la période des Royaumes combattants, le Chu subit une pression croissante de la part de Qin à l'ouest. En effet, la puissance de ce royaume a considérablement augmenté après la mise en place des réformes légistes de Shang Yang, qui sont assez semblables à celles de Wu Qi. Mais contrairement au Chu, le Qin a préservé ces réformes après la mort du réformateur. En 241 avant J.-C., cinq des sept principaux Royaumes combattants, à savoir Chu, Zhao, Wei, Yan et Han, forment une alliance pour lutter contre la puissance montante de Qin. Le roi Kaolie de Chu est nommé chef de l'alliance et son Lingyin, le Seigneur Chunshen commandant militaire. Selon l'historien Yang Kuan, c'est le général Pang Nuan (chinois : 庞煖) du Zhao qui est le véritable commandant sur le terrain. Les alliés attaquent Qin au col stratégique de Hangu, mais sont vaincus. Le roi Kaolie blâme le seigneur Chunshen pour cet échec et commence à se méfier de lui. Par la suite, le Chu déplace sa capitale vers l'est, à Shouchun, pour s'éloigner de la menace que représente le Qin.
Au fur et à mesure que l'état de Qin s'étend sur le territoire de Chu, ce dernier essaye de survivre en s'étendant vers le sud et l'est, absorbant les influences culturelles locales en cours de route. Malgré cela, à la fin du IVe siècle av. J.-C., le statut du Chu au sein des états chinois s'est fortement dégradé. À la suite de plusieurs invasions dirigées par le Zhao et le Qin, le Chu est finalement complètement anéanti et annexé par Qin.

### Défaite

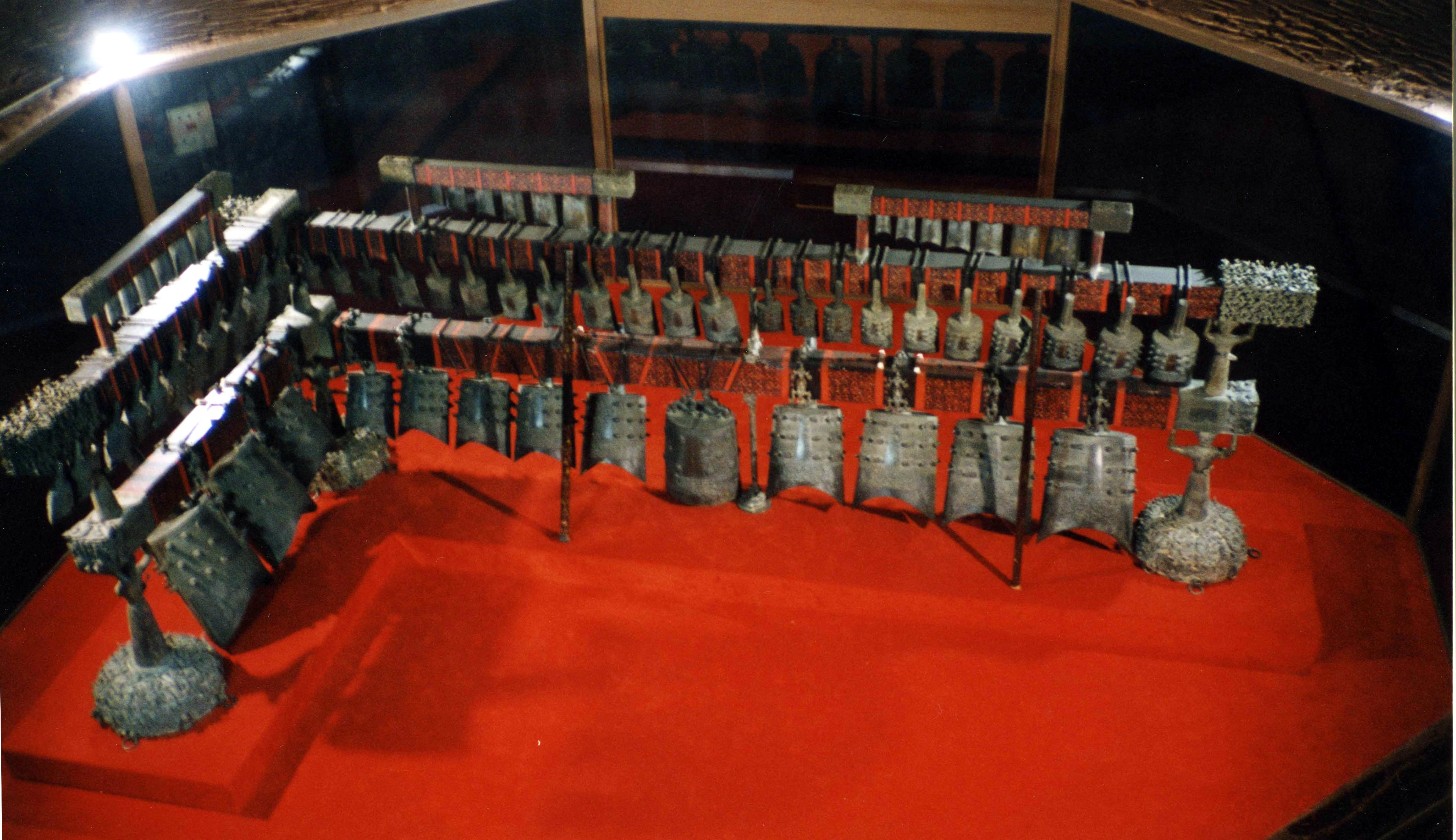
Cloches en Bronze provenant de la Tombe du marquis Yi de Zeng, datant de l'an 433 av. J.-C., état de Chu.

Selon le Zhanguoce, un débat entre le stratège Zhang Yi et le général Sima Cuo aboutit à deux conclusions différente concernant la manière de procéder à l'unification de la Chine. Zhang Yi plaide en faveur de la conquête de l'état de Han et de la revendication du mandat du Ciel par Huiwen, le roi de l'état de Qin, au détriment du roi Zhou, qui est dans l'incapacité de s'y opposer. Sima Cuo, cependant, considère que la principale difficulté n'est pas la légitimité du Roi de Qin, mais la force de ses opposants. Il fait valoir que "conquérir Shu c'est conquérir Chu" et, "une fois Chu éliminé, le pays sera uni".
Si l'état de Shu, qui contrôle le bassin du Sichuan, est si important aux yeux de Cuo, c'est à cause de sa grande production agricole et de sa position qui lui assure le contrôle du cours supérieur du fleuve Yangzi. Or, ce fleuve permet d'atteindre directement le cœur du Chu. Le roi Huiwen de Qin choisit de soutenir le plan de Sima Cuo. En 316 avant J.-C., Qin envahit et conquiert Shu, ainsi que l'état de Ba, un voisin du premier. Au cours des décennies qui suivent cette conquête, Qin se développe en aval du fleuve Yangzi. En 278 avant J.-C., Bai Qi, un général de Qin, lance une expédition militaire qui s’achève par la conquête de Ying, la capitale de Chu. Après la chute de Ying, le gouvernement du Chu se déplace vers l'est et s'installe dans plusieurs villes avant de se fixer à Shouchun en 241 avant J.-C. Après deux ans de combats intenses, Bai Qi attire le gros des troupes de l'état de Zhao, soit une armée de 400 000 hommes, dans un piège, les encercle et les force à se rendre lors de la bataille de Changping en 260 av. J.-C. Les soldats de Zhao fait prisonniers sont massacrés par les vainqueurs, éliminant ainsi le dernier obstacle majeur à la domination de Qin sur les états chinois.
En 225 av. J.-C., il ne reste plus que quatre royaumes : Qin, Chu, Yan et Qi. Chu s'est alors suffisamment remis de sa défaite de 278 avant J.-C. pour opposer une résistance sérieuse. Mais malgré sa taille, ses ressources et sa main-d’œuvre, le Chu souffre de la corruption de son gouvernement. En 224 avant J.-C., Ying Zheng convoque ses conseillers pour discuter du plan d'invasion de Chu. Wang Jian déclare qu'il faut déployer une armée d'au moins 600 000 hommes pour mener une telle opération militaire, tandis que Li Xin pense que moins de 200 000 hommes seront suffisants. Ying Zheng se range à l'avis de Li Xin et ordonne à ce dernier et a Meng Wu de mener une armée de 200 000 hommes contre le Chu.
L'armée du Chu, dirigée par Xiang Yan, suit secrètement l'armée de Li Xin pendant trois jours et trois nuits, avant de lancer une offensive surprise et de détruire les troupes de Qin. En apprenant la défaite de Li, Ying Zheng fait revenir Wang Jian et lui confie le commandement de l'armée de 600 000 hommes qu'il avait demandée précédemment. Meng Wu devient un simple adjoint de Jian. Mais malgré son retour en grâce, Jian craint que le roi de Qin ne prenne ombrage du pouvoir qu'il possède désormais et ordonne son exécution sous un prétexte quelconque. Pour éviter de connaitre un destin funeste, Jian envoie constamment des messagers au roi afin de rester en contact avec lui et de réduire sa suspicion.
L'armée de Wang Jian passe par le sud de Chen (chinois : 陳), une cité qui correspond actuellement au Xian de Huaiyang dans le Henan, et établit son camp à Pingyu. Les armées du Chu, toujours commandées par Xiang Yan, lancent une attaque en masse contre le camp de Qin, mais leur tentative échoue. Wang Jian ordonne à ses troupes de défendre fermement leurs positions, sans avancer plus loin dans le territoire Chu. Voyant qu'il n'arrive pas à obliger l'armée de Qin à quitter ses positions pour se lancer à l'attaque, Xiang Yan ordonne a ses troupes de battre en retraite. Wang Jian saisit cette occasion pour attaquer rapidement son ennemi. Les soldats Qin se lancent alors à la poursuite de ceux du Chu qui battent en retraite vers Qinan (chinois : 蕲南), une ville dont le site se trouve actuellement au nord-ouest du Xian de Qichun dans le Hubei, et les rattrapent. Les combats se concluent par une défaite cinglante du Chu et la mort de Xiang Yan par blessure ou suicide.
L'année suivante, en 223 avant J.-C., Qin lance une nouvelle campagne et s'empare du Shouchun, la capitale du Chu. Le roi Fuchu est capturé et son État annexé. L'année suivante, Wang Jian et Meng Wu envahissent la zone cotiére du Chu, soit la région correspondant à l'ancien état de Wu, autour de l'embouchure du Yangzi. Lors de cette expédition, ils capturent les descendants de la famille royale de Yue. Ces territoires conquis deviennent la préfecture de Kuaiji de l'empire Qin.
À leur apogée, Chu et Qin ont déployé ensemble plus d'un million de soldats, soit plus que les soldats présents lors de la bataille de Changping entre Qin et Zhao 35 ans auparavant. Lors de fouilles, des lettres personnelles de deux soldats de l'armée de Qin, Hei Fu (黑夫) et Jing (惊), ont été retrouvées. Le contenu de ces lettres permet de deviner le contexte dans lequel elles sont écrites, une longue campagne à Huaiyang sous le commandement de Wang Jian. Ces deux soldats ont écrit des lettres demandant à ce qu'on leur envoie des vêtements et de l'argent depuis chez eux, pour les aider à tenir pendant cette longue campagne pouvant se résumer à une longue attente.

### Dynasties Qin et Han
La population Chu des régions conquises par l'état de Qin ignore ouvertement les lois rigoureuses promulguées par le pouvoir central Qin, comme l'indiquent les fiches écrites sur des lamelles de bambou par un administrateur Qin du Hubei (en). Les habitants du Chu aspirent a retrouver leur indépendance et se débarrasser de la domination de Qin. Cette attitude a donné naissance a une expression chinoise utilisée pour signifier l’existence d'une hostilité implacable : "Bien que le Chu n'ait que trois clans, il est certain que Qin ne peut périr que par le Chu" (chinois : 楚雖三戶, 亡秦必楚).
Après avoir achevé la conquête des autres états, Ying Zheng se proclame premier empereur (Qin Shi Huang), mais son règne est bref. Après son décès, le peuple de Chu et son ancienne maison régnante sont au cœur des premières insurrections violentes contre le successeur de Zheng. Ils éprouvent un ressentiment particulier à l'égard des corvées imposées par le pouvoir Qin, plusieurs poèmes folkloriques évoquant la tristesse des familles Chu dont les hommes sont partis travailler dans le nord glacial pour construire la Grande Muraille de Chine.
La première révolte anti-Qin est le soulèvement de Dazexiang, qui a eu lieu en 209 avant J.-C. sous la direction d'un paysan Chu, Chen Sheng, qui se proclame "Roi du soulèvement Chu" (Zhangchu). Ce soulèvement est écrasé par l'armée Qin mais il inspire une nouvelle vague de rébellions. L'un des chefs, Jing Ju, est originaire du Chu. Il se proclame "nouveau roi de Chu", mais est vaincu par une autre troupe de rebelles commandé par Xiang Liang. Afin de s'attirer les faveurs du peuple de Chu, Xiang trouve Xiong Xin, un petit-fils du roi Huai de Chu, qu'il installe sur le trône de Chu sous le nom de "roi Huai II". Mais Xin n'est qu'un homme de paille et c'est Liang qui a la réalité du pouvoir. Lorsque Liang meurt lors de la bataille de Dingtao, au cours de l'hiver 208 av. J.-C., le roi Huai II tente de prendre le contrôle de son armée, mais c'est Xiang Yu, le neveu de Xiang Liang, qui prend le commandement de la révolte. En 206 avant J.-C., après la chute de l'empire Qin, Yu se proclame "Roi Hégémon du Chu occidental" et promeut le roi Huai II au rang d' "Empereur Yi de Chu", avant de l'exiler et de le faire assassiner. Xiang Yu s'engage ensuite dans une lutte acharnée avec Liu Bang, un autre rebelle anti-Qin de premier plan qui lui dispute le pouvoir suprême. C'est le début de la guerre civile post-Qin connue sous le nom de guerre Chu-Han. Le conflit se termine par la victoire de Liu Bang, qui fonde la dynastie Han et recevra plus tard le nom de temple Gaozu. Vaincu, Xiang Yu se suicide.
Liu Bang met immédiatement mis en place une administration plus traditionnelle et moins intrusive que celle que les Qin avaient établie avant lui. Il fait la paix avec les Xiongnu, qui lui ont infligé une cuisante défaite, et il la consolide avec des "mariages d'alliance". Il récompense ses alliés en leur accordant de grands fiefs et permet à la population de se reposer après des siècles de guerre. Le cœur du territoire de l'ancien état de Chu est d'abord accordé au général Han Xin, puis au frère de Liu Bang, Liu Jiao, en tant que Royaume de Chu (en). À l'époque de l'empereur Han Wudi, la culture et l'esthétique populaires du Sud se sont mélangées à la tradition confucéenne parrainée par les Han et à la gouvernance centrale influencée par les Qin pour créer une culture "chinoise" distincte.

## Culture

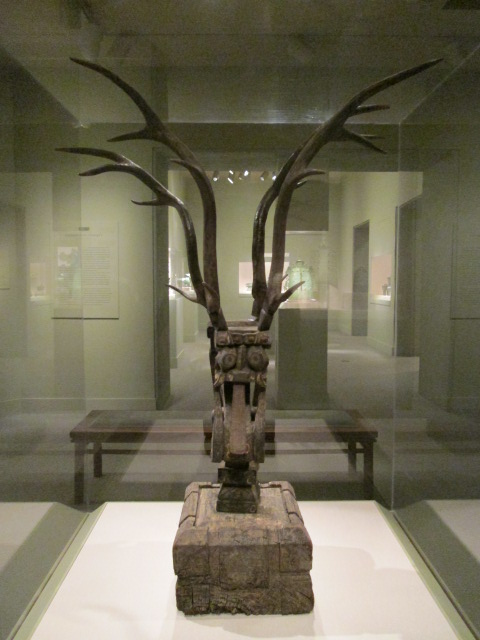
Gardien de tombe

En se basant sur les découvertes archéologiques, l'on voit que la culture de Chu a d'abord été assez semblable à celle des autres États Zhou du bassin du fleuve Jaune. Par la suite, la culture de Chu a absorbé des éléments indigènes provenant des territoires Baiyue conquis au sud et à l'est, développant une culture mixte et distincte de celle des États des plaines du nord.
Pendant la période des Zhou occidentaux, les différences entre la culture du Chu et celle des états des plaines centrales au nord sont négligeables. C'est seulement à la fin de la Période des Printemps et Automnes que la culture du Chu a commencé à se différencier, en préservant certains de ses aspects anciens tout en y intégrant des nouveaux. Elle absorbe également certains éléments culturels des zones annexées. En fait, la culture du Chu présentait une diversité interne importante, avec des points de différences entre deux localités. Comme le Qin et le Yan, le Chu était souvent décrit comme ayant une culture moins avancée par les habitants des plaines centrales. Cependant, cette image est née tardivement, lors de la phase de développement autonome du Chu par rapport aux plaines centrales. Par la suite, ce stéréotype a été cultivé rétrospectivement par les érudits confucéens de la dynastie Qin, pour critiquer indirectement le régime en place, et de la dynastie Han comme un moyen de freiner leurs opposants idéologiques qui étaient associés à ces pratiques culturelles. Mais comme le fondateur de la dynastie Han était originaire du Chu, avec le temps les critiques des lettrés Han envers la culture Chu ont fini par disparaitre et elle est devenue une des bases de la culture de la dynastie Han, au même titre que celle de la dynastie Qin et des autres États de la période des Royaumes combattants.
Les fouilles menées dans les tombes du Chu montrent qu'au début de l'histoire de cet état, les offrandes funéraires sont composées principalement d'objets en bronze de style Zhou, surtout des vases. Les tombes des époques suivantes, en particulier celles datant de la période des royaumes combattants, comportent du matériel funéraire spécifique, tels que des objets en laque colorée, en fer et en soie, avec une réduction des offrandes d'objets en bronze.
La culture du Chu met particulièrement l'accent sur la représentation de la faune, des animaux mystiques et de tout une imagerie liée à la nature, comme les serpents, les dragons, les phénix, les tigres, les nuages et les serpents. Certains archéologues pensent que le Chu pourrait avoir eu des liens culturels avec la dynastie Shang, qui régnait avant la dynastie Zhou, puisque de nombreux motifs utilisés par les artisans du Chu sont apparus plus tôt sur les sites Shang, comme les dieux à queue de serpent.
La culture Chu tardive est connue pour son affinité avec le chamanisme. La culture Chu et le gouvernement ont soutenu le taoïsme et le chamanisme des diverses populations locales, complétés par quelques gloses confucéennes sur le rituel Zhou. Le peuple Chu s'est affilié à Zhu Rong, le dieu du feu de la mythologie chinoise, qui est officiellement l’ancêtre du fondateur de la dynastie Royale du Chu. C'est pour cette raison que le peuple du Chu pratique le culte du feu et met en avant la couleur rouge.
L'art naturaliste et fluide, la moitié des œuvres contenues dans le recueil classique des Chants de Chu (楚辞 / 楚辭, chǔ cí), les diverses chroniques historiques, les documents sur lamelles de bambou retrouvés lors de diverses fouilles, tels que les écrits sur bambou de Guodian (郭店), et d'autres artefacts révèlent une forte influence taoïste et folklorique dans la culture Chu.
Les résultats des fouilles archéologiques montrent que la musique du Chu est annotée différemment de celle des Zhou. Elle utilise aussi bien des grands ensembles regroupant divers instruments, que des instruments seuls. Dans la culture musicale Chu, on préfère le Se (en) à la cithare, tandis qu'on ne note aucune préférence envers l'un ou l'autre de ces deux instruments dans les états Zhou du nord.
Le Chu est souvent en contact avec d'autres peuples du sud, notamment les Ba, Yue, et les Baiyue. De nombreuses sépultures et objets funéraires dans les styles Ba et Yue ont été découverts sur le territoire de Chu, co-existant avec des objets funéraires et des sépultures de style Chu.
Les premiers souverains de la dynastie des Han ont idéalisé la culture de Chu, suscitant un regain d'intérêt dans les éléments culturels Chu comme les Chants de Chu. Des preuves de la lourde influence culturelle du Chu sur la culture chinoise de la période de la dynastie Han sont visibles dans le matériel funéraire retrouvé lors des fouilles réalisées à Mawangdui. Après la disparition de la dynastie Han, certains lettrés confucéens vont considérer la culture Chu avec dégoût, qualifiant "d'obscène" la musique et les rituels chamaniques liés à cette culture.
L'artisanat de Chu montre une maîtrise de la forme et la couleur, en particulier pour la confection de boiseries laqués. Les vernis pigmentés en rouge et en noir ont été les plus utilisés. Le tissage de la soie a également atteint un haut niveau de savoir-faire, notamment dans la création de robes légères. Certains exemplaires de ces soieries ont été conservés dans des tombes gorgées d'eau, comme à Mawangdui, où le vernis n'a pas pu se décoller au fil du temps, ainsi que dans les tombes scellées avec du charbon ou de l'argile blanche.
Chu utilise le script calligraphique complexe appelé « Calligraphie oiseaux et insectes » (鸟虫书 / 鳥蟲書, niǎochóngshū), qui a été emprunté par les États Wu et Yue. Il a une conception complexe qui embellit les caractères avec des motifs d'animaux, serpents, oiseaux et insectes. Ceci est un autre exemple de la vénération Chu du monde naturel et sa vivacité. Chu produit de larges épées de bronze qui étaient semblables à des épées Wuyue sans être aussi complexes.

## Influences linguistiques
Bien que les inscriptions des bronzes de l'ancien État de Chu montrent peu de différences linguistiques par rapport au "Discours élégant" (yǎyán 雅言) pendant la période des Zhou de l'Est, on a longtemps supposé que la variante du chinois ancien parlé en Chu reflétait des emprunts lexicaux et des interférences syntaxiques provenant des langues non-chinoises parlées dans les régions annexées par le Chu, dans ce que Tian Jizhou pensait être une zone de langue taï-kadaï  ou (para) hmong-mien dans le sud de la Chine,.
Des textes récents retrouvés lors de fouilles, et corroborés par des mots issus de dialectes locaux que l'on retrouve dans le Fangyan (en), ont démontré que les langues locales du Sud ont bien influencé la langue Chu. Par contre, il existe des hypothèses concurrentes concernant l'affiliation de ces langues a tel ou tel groupe de langage,. Ces hypothéses sont les suivantes :
- Ancien dialecte chinois aberrant, originaire du Nord[41]
- Langue austroasiatique (Norman & Mei 1976, Boltz 1999)
- Langue du groupe hmong-mien (Erkes 1930, Long & Ma 1983, Brooks 2001, Sagart et al. 2005)[42]
- Langue taï-kadaï (Liu Xingge 1988, Zheng-Zhang Shangfang, 2005)
- Langue tibeto-Birmanie (Zhang Yongyan 1992, Zhou Jixu 2001)
- Mélange de diverses langues austroasiatiques ou de Hmong-mien (Pullyblank 1983)
- Mélange de diverses langues austroasiatiques et tibéto-birmanes (Schuessler 2004, 2007)
- Inconnu

## Administration
Le "Mo'ao" (chinois : 莫敖) et le "Lingyin" (premier ministre) sont les deux postes les plus élevés au sein du gouvernement du Chu. On trouve ensuite le "Sima" (chinois : 司馬), qui est le commandant militaire de l'armée du Chu. Lingyin, Mo'ao et Sima sont les "San Gong" (chinois : 三公) (lit : "trois aristocrates") du Chu. Pendant la période des printemps et automnes, de nouveaux postes sont créés : Zuoyin (chinois : 左尹) et Youyin (chinois : 右尹), qui sont les sous-secrétaires des Lingyin; ainsi que Zuosima (chinois : 左司馬) et Yousima (chinois : 右司馬), qui sont les sous-secrétaires des Sima (司馬). Parallèlement, le statut du Mo'ao au sein du gouvernement se dégrade, les Lingyin et Sima devenant les postes les plus puissants au sein de la cour du Chu.
Les ministres dont les fonctions varient en fonction de leur titre s'appellent des Yin (chinois : 尹). Par exemple : Lingyin (Premier ministre), Gongyin (ministre des travaux) et Zhenyin ont tous comme suffixe le mot "Yin". Le Shenyin (chinois : 沈尹) est le ministre des devoirs religieux ou le grand prêtre de Chu; de multiples entrées dans le Zuo Zhuan soulignant leur rôle d'oracle. Parmi les autres Yins mentionné par les chroniques historiques chinoises, on trouve les Yuyin, Lianyin, Jiaoyin, Gongjiyin, Lingyin, Huanlie Zhi Yin (commandant des gardes du palais) et Yueyin (ministre de la musique). Dans chaque Xian et commanderie du Chu, on trouve un administrateur en chef qui porte le titre de Gong (chinois : 公), mais qui est également connu sous le nom de Xianyin (ministre du Xian).
Dans de nombreux cas, les postes de la bureaucratie de Chu sont occupés héréditairement par des membres d'une branche cadette de la maison royale de Mi, le clan qui règne sur le Chu. C'est ainsi que les Mo'ao sont choisis exclusivement au sein du clan Qu (chinois : 屈). Au début de la période des printemps et automnes, les Lingyin sont toujours des membres du clan Ruo'ao, qui se compose des familles Dou (chinois : 鬭) et Cheng (chinois : 成), les descendants des deux fils cadets du vicomte Ruo'ao. Cet usage prend fin en 605 av. J.-C. après l'écrasement de la révolte du clan Ruo'ao, alors dirigé par Dou Yuejiao, et sa quasi extermination sur ordre du Roi Zhuang de Chu en représailles.

## Géographie
Les ancêtres des Chu, comme le vicomte Xiong Yi, seraient originaires des monts Jing (en), une chaîne de montagnes située dans l'actuelle province de Hubei. À l'est des monts Jing se trouvent les monts Tu (塗). Dans la partie nord-est de Chu se trouvent les Monts Dabie; ce qui correspond à la ligne de partage des eaux de la rivière Huai et du fleuve Yangzi Jiang. La première capitale de Chu, Dangyang (丹陽), était située dans la zone correspondant actuellement à la ville de Zhijiang, dans la province du Hubei. Ying (郢), l'une des dernières capitales de Chu, est connue actuellement sous le nom de Jingzhou. À la frontière nord de Chu se trouve le mont Fangcheng. Stratégiquement, le mont Fangcheng est un poste de défense idéal contre les États de la plaine centrale. En raison de sa valeur stratégique, de nombreux forts ont été construits sur le mont Fangcheng.
Le Yunmeng Ze, dans la plaine de Jianghan, était un immense lac d'eau douce qui existait à l'époque du royaume de Chu. Il était traversé par la rivière Yanzi, sa partie nord était appelé Meng (夢) et sa partie sud, Yun (雲). Le corps du lac recouvrait des parties des actuelles Zhijiang, Jianli, Shishou, Macheng, Huanggang et Anlu.
Le col de Shaoxi était un important avant-poste de la frontière montagneuse occidentale du Chu. Il était situé dans l'actuelle ville de Wuguan, dans le Xian de Danfeng, Shaanxi. Toute armée arrivant depuis l'ouest, principalement depuis Qin, pour attaquer le royaume de Chu devait passer par Shaoxi.

## Liste des états annexé par le Chu
- 863 av. J.-C. E
- 704 av. J.-C. Quan
- 690 av. J.-C. Luo
- 688–680 av. J.-C. Shen
- 684–680 av. J.-C. Xi
- 678 av. J.-C. Deng
- 648 av. J.-C. Huang
- Après 643 av. J.-C. Dao
- 623 av. J.-C. Jiang
- 622 av. J.-C. Liao
- 622 av. J.-C. Lù (chinois : 六)[48].
- Après 622 av. J.-C. Ruo
- 611 av. J.-C. Yong
- 601 av. J.-C. Shuliao[48]
- À une date inconnue du VIe siècle av. J.-C. Zhongli[49]
- Après 506 av. J.-C. Sui
- 574 av. J.-C. BCE Shuyong
- 538 av. J.-C. Lai (chinois : 賴國)
- 512 av. J.-C. Xu
- 479 av. J.-C. Chen
- 445 av. J.-C. Qi (en)
- 447 av. J.-C. Cai
- 431 av. J.-C. Ju
- Après 418 av. J.-C. Pi
- Vers 348 av. J.-C. Zou
- 334 av. J.-C. Yue
- 249 av. J.-C. Lu

## Dirigeants du Chu

### Premiers dirigeants[8][50]
1. Jilian (chinois : 季連), époux de Bi Zhui (chinois : 妣隹), une petite-fille du roi Pan Geng de la Dynastie Shang, Il prend comme nom de clan Mi (chinois : 芈)
2. Yingbo (chinois : 𦀚伯), fils de Jilian
3. Yuxiong (chinois : 鬻熊), règne durant le XIe siècle av. J.-C.: aussi connu sous le nom de Xuexiong (chinois : 穴熊), est le tuteur du Roi Wen de Zhou
4. Xiong Li (chinois : 熊麗), règne durant le XIe siècle av. J.-C.: fils de Yuxiong, est le premier à utiliser le nom de famille Yan (chinois : 酓), qui deviendra plus tard Xiong (chinois : 熊)
5. Xiong Kuang (chinois : 熊狂), règne durant le XIe siècle av. J.-C.: fils de Xiong Li

### Vicomtes
1. Xiong Yi (chinois : 熊繹), règne durant le XIe siècle av. J.-C.: fils de Xiong Kuang, anobli par le Roi Cheng de Zhou
2. Xiong Ai (chinois : 熊艾), règne vers l'an 977 av J.C: fils de Xiong Yi, vainc et tue le Roi Zhao de Zhou
3. Xiong Dan (chinois : 熊䵣), règne vers l'an 941 av J.C: fils de Xiong Ai, inflige une défaite au Roi Mu de Zhou
4. Xiong Sheng (chinois : 熊勝), fils de Xiong Dan
5. Xiong Yang (chinois : 熊楊), frère cadet de Xiong Sheng
6. Xiong Qu (chinois : 熊渠), fils de Xiong Yang, donne le titre de Roi à ses trois fils
7. Xiong Kang (chinois : 熊康), fils de Xiong Qu. Selon le Shiji, Xiong Kang meurt jeune, avant de pouvoir monter sur le trône, mais selon les Lamelles de bambou de Tsinghua, il succède à son père Xiong Qu à la mort de ce dernier[51].
8. Xiong Zhi (chinois : 熊摯), fils de Xiong Kang, abdique à cause de problèmes de santé[51],[52]
9. Xiong Yan (père) (chinois : 熊延), règne : ?–848 av J.C: frère cadet de Xiong Zhi
10. Xiong Yong (chinois : 熊勇), règne : 847–838 av J.C: fils de Xiong Yan
11. Xiong Yan (fils) (chinois : 熊嚴), règne : 837–828 av J.C: frère de Xiong Yong
12. Xiong Shuang (chinois : 熊霜), règne : 827–822 av J.C: fils de Xiong Yan
13. Xiong Xun (chinois : 熊徇), règne : 821–800 av J.C: frère cadet de Xiong Shuang
14. Xiong E (chinois : 熊咢), règne : 99–791 av J.C: fils de Xiong Xun
15. Ruo'ao (chinois : 若敖) (Xiong Yi 熊儀), règne : 790–764 av J.C: fils de Xiong E
16. Xiāo’áo (chinois : 霄敖) (Xiong Kan 熊坎), règne : 763–758 av J.C: fils de Ruo'ao
17. Fenmao (chinois : 蚡冒) (Xiong Xuan 熊眴) règne : 757–741V fils de Xiāo’áo

### Rois
1. Roi Wu de Chu (chinois : 楚武王) (Xiong Da 熊達), règne : 740–690 av J.-C: frère cadet ou fils cadet de Fenmao. assassine le fils ainé de Fenmao et usurpe le trône. Se proclame premier Roi de Chu.
2. Roi Wen de Chu (chinois : 楚文王) (Xiong Zi 熊貲), règne : 689–677 av J.-C: fils du Roi Wu, déplace la capitale à Ying
3. Du'ao (chinois : 堵敖) ou Zhuang'ao (chinois : 莊敖) (Xiong Jian 熊艱), règne : 676–672 av J.-C: fils du Roi Wen, tué par son frère cadet, le futur Roi Cheng
4. Roi Cheng de Chu (chinois : 楚成王) (Xiong Yun 熊惲), règne : 671–626 av J.-C: frère de Du'ao, vaincu par l'état de Jin lors de la Bataille de Chengpu. Époux de Zheng Mao. Est assassiné par son fils, le futur Roi Mu
5. Roi Mu de Chu (chinois : 楚穆王) (Xiong Shangchen 熊商臣), règne : 625–614 av J.-C: fils du Roi Cheng
6. Roi Zhuang de Chu (chinois : 楚莊王) (Xiong Lü 熊侶), règne : 613–591 av J.-C: Fils du Roi Mu. Inflige une défaite à l'état de Jin lors de la Bataille de Bi et devient Hégémon.
7. Roi Gong de Chu (chinois : 楚共王) (Xiong Shen 熊審), règne : 590–560 av J.-C: Fils du Roi Zhuang. Il est vaincu par l'état de Jin à la Bataille de Chengpu.
8. Roi Kang de Chu (chinois : 楚康王) (Xiong Zhao 熊招), règne : 559–545 av J.-C: Fils du Roi Gong
9. Jia'ao (chinois : 郟敖) (Xiong Yuan 熊員), règne : 544–541 av J.C: Fils du Roi Kang, assassiné par son oncle, le futur Roi Ling.
10. Roi Ling de Chu (chinois : 楚靈王) (Xiong Wei 熊圍, transformé en Xiong Qian 熊虔), règne : 540–529 av J.-C: oncle de Jia'ao et un des frères cadets du Roi Kang. Renversé par ses frères, il se suicide.
11. Zi'ao (chinois : 訾敖) (Xiong Bi 熊比), règne : moins de 20 jours en 529 av J.-C: Un des frères cadets du Roi Ling. Il réussit à renverser le Roi Ling, mais se suicide après avoir été dupé par un autre de ses frères, le futur Roi Ping.
12. Roi Ping de Chu (chinois : 楚平王) (Xiong Qiji 熊弃疾, transformé en Xiong Ju 熊居), règne : 528–516 av J.-C: le frère cadet de Zi'ao. Dupe Zi'ao, qui se suicide.
13. Roi Zhao de Chu (chinois : 楚昭王) (Xiong Zhen 熊珍), règne : 515–489 av J.-C: Fils du Roi Ping. l'état de Wu s'empare de Ying, la capitale du Chu et le Roi Zhao s'enfuit dans l'état de Sui.
14. Roi Hui de Chu (chinois : 楚惠王) (Xiong Zhang 熊章), règne : 488–432 av J.-C: Fils du Roi Zhao. Il conquiert les états de Cai et Chen. Un an avant sa mort, le Marquis Yi de Zeng décède. Il fait fabriquer une cloche commémorative et assiste aux funérailles du marquis à Suizhou.
15. Roi Jian de Chu (chinois : 楚簡王) (Xiong Zhong 熊中), règne : 431–408 av J.-C: Fils du Roi Hui
16. Roi Sheng de Chu (chinois : 楚聲王) (Xiong Dang 熊當), règne : 407–402 av J.-C: Fils du Roi Jian
17. Roi Dao de Chu (chinois : 楚悼王) (Xiong Yi 熊疑), règne : 401–381 av J.-C: Fils du Roi Sheng. Il nomme Wu Qi nomme Lingyin, l'équivalent de Premier ministre, et réforme le gouvernement et l'armée du Chu.
18. Roi Su de Chu (chinois : 楚肅王) (Xiong Zang 熊臧), règne : 380–370 av J.-C: Fils du Roi Dao
19. Roi Xuan de Chu (chinois : 楚宣王) (Xiong Liangfu 熊良夫), règne : 369–340 av J.-C: frère du Roi Su. Annexe l'état de Zuo vers 348 av J.-C.
20. Roi Wei de Chu (chinois : 楚威王) (Xiong Shang 熊商), règne : 339–329 av J.C: Fils du Roi Xuan. Inflige une défaite cinglante à l'état de Yue. Le Yue est partagé entre le Chu et l'état de Qi.
21. Roi Huai de Chu  (chinois : 楚懷王) (Xiong Huai 熊槐), règne : 328–299 av J.C: Fils du Roi Wei. Il est dupé et pris en otage par le roi Zhao de Qin en 299 av J.C. Il reste otage de l'état de Qin jusqu'à son décès en 296 av J.C
22. Roi Qingxiang de Chu (chinois : 楚頃襄王) (Xiong Heng 熊橫), règne : 298–263 av J.C: Fils du Roi Huai. Alors qu'il est encore prince, un de ses précepteurs les plus âgés meurt et est enterré dans la tombe où ont été retrouvés les écrits sur bambou de Guodian, au Hubei. Ying, la capitale du Chu est prise et mise à sac par Qin.
23. Roi Kaolie de Chu (chinois : 楚考烈王) (Xiong Yuan 熊元), règne : 262–238 av J.C: Fils du Roi Qingxiang. Transfère la capitale du Chu à Shouchun.
24. Roi You de Chu (chinois : 楚幽王) (Xiong Han 熊悍), règne : 237–228 av J.C: Fils du Roi Kaolie.
25. Roi Ai de Chu (chinois : 楚哀王) (Xiong You 熊猶 ou Xiong Hao 熊郝), règne : 228 av J.C: frère du Roi You, assassiné par Fuchu
26. Fuchu (chinois : 楚王負芻)  (熊負芻 Xiong Fuchu), règne : 227–223& av J.C: Frère du Roi Ai. Est capturé et déposé par les troupes du Roi de Qin
27. Seigneur Changping (chinois : 昌平君), règne : 223 av J.C (conquête du Chu par Qin): frére de Fuchu, tué lors d'une bataille contre Qin. La véracité du règne du seigneur Changping reste sujet à caution, les sources étant très contradictoires à ce sujet.

### Autres
- Chen Sheng (chinois : 陳勝) en tant que Roi Yin de Chu (chinois : 楚隱王), règne : 210–209 av J.-C
- Jing Ju (chinois : 景駒) en tant que Roi Jia de Chu (chinois : 楚假王) (Jia signifie "faux") règne : 209–208 av J.-C
- Xiong Xin (chinois : 熊心)  en tant que Roi Huai II de Chu (chinois : 楚後懷王), puis Empereur Yi de Chu (chinois : 楚義帝) règne : 208–206 av J.-C: petit-fils ou arrière-petit-fils du Roi Huai
- Xiang Yu (chinois : 項羽) en tant que Roi hégémon du Chu de l'ouest (chinois : 西楚霸王) règne : 206–202 av J.-C

## Arbre généalogique des dirigeants du Chu
|                                   |                                   |                                   |                                   |                                   |                                   |  |  |                                                               |                                                               |                                                               |                                                               |                                                               |                                                               |  |  | Jilian 季連 dirigeant du Chu |                                                              |                                                              |                                                              |                                                              |                                                              |  |  |                                                                   |                                                                   |                                                                   |                                                                   |                                                                   |                                                                   |  |  |                                                             |                                                             |                                                             |                                                             |                                                             |                                                             |  |  |                                                                    |                                                                    |                                                                    |                                                                    |                                                                    |                                                                    |  |  |                                     |                                     |                                     |                                     |                                     |                                     |  |  |                     |                     |                     |                     |                     |                     |  |  |  |  |  |  |  |  |  |  |  |  |  |  |  |  |  |  |  |  |  |  |  |  |  |  |  |  |  |  |
|                                   |                                   |                                   |                                   |                                   |                                   |  |  |                                                               |                                                               |                                                               |                                                               |                                                               |                                                               |  |  | |                                                              |                                                              |                                                              |                                                              |                                                              |  |  |                                                                   |                                                                   |                                                                   |                                                                   |                                                                   |                                                                   |  |  |                                                             |                                                             |                                                             |                                                             |                                                             |                                                             |  |  |                                                                    |                                                                    |                                                                    |                                                                    |                                                                    |                                                                    |  |  |                                     |                                     |                                     |                                     |                                     |                                     |  |  |                     |                     |                     |                     |                     |                     |  |  |  |  |  |  |  |  |  |  |  |  |  |  |  |  |  |  |  |  |  |  |  |  |  |  |  |  |  |  |
|                                   |                                   |                                   |                                   |                                   |                                   |  |  |                                                               |                                                               |                                                               |                                                               |                                                               |                                                               |  |  | |                                                              |                                                              |                                                              |                                                              |                                                              |  |  |                                                                   |                                                                   |                                                                   |                                                                   |                                                                   |                                                                   |  |  |                                                             |                                                             |                                                             |                                                             |                                                             |                                                             |  |  |                                                                    |                                                                    |                                                                    |                                                                    |                                                                    |                                                                    |  |  |                                     |                                     |                                     |                                     |                                     |                                     |  |  |                     |                     |                     |                     |                     |                     |  |  |  |  |  |  |  |  |  |  |  |  |  |  |  |  |  |  |  |  |  |  |  |  |  |  |  |  |  |  |
|                                   |                                   |                                   |                                   |                                   |                                   |  |  |                                                               |                                                               |                                                               |                                                               |                                                               |                                                               |  |  | Yingbo 𦀚伯 dirigeant du Chu | Yingbo 𦀚伯 dirigeant du Chu                                 | Yingbo 𦀚伯 dirigeant du Chu                                 | Yingbo 𦀚伯 dirigeant du Chu                                 | Yingbo 𦀚伯 dirigeant du Chu                                 | Yingbo 𦀚伯 dirigeant du Chu                                 |  |  | Yuanzhong 遠仲                                                    | Yuanzhong 遠仲                                                    | Yuanzhong 遠仲                                                    | Yuanzhong 遠仲                                                    | Yuanzhong 遠仲                                                    | Yuanzhong 遠仲                                                    |  |  |                                                             |                                                             |                                                             |                                                             |                                                             |                                                             |  |  |                                                                    |                                                                    |                                                                    |                                                                    |                                                                    |                                                                    |  |  |                                     |                                     |                                     |                                     |                                     |                                     |  |  |                     |                     |                     |                     |                     |                     |  |  |  |  |  |  |  |  |  |  |  |  |  |  |  |  |  |  |  |  |  |  |  |  |  |  |  |  |  |  |
|                                   |                                   |                                   |                                   |                                   |                                   |  |  |                                                               |                                                               |                                                               |                                                               |                                                               |                                                               |  |  | Yingbo 𦀚伯 dirigeant du Chu | Yingbo 𦀚伯 dirigeant du Chu                                 | Yingbo 𦀚伯 dirigeant du Chu                                 | Yingbo 𦀚伯 dirigeant du Chu                                 | Yingbo 𦀚伯 dirigeant du Chu                                 | Yingbo 𦀚伯 dirigeant du Chu                                 |  |  | Yuanzhong 遠仲                                                    | Yuanzhong 遠仲                                                    | Yuanzhong 遠仲                                                    | Yuanzhong 遠仲                                                    | Yuanzhong 遠仲                                                    | Yuanzhong 遠仲                                                    |  |  |                                                             |                                                             |                                                             |                                                             |                                                             |                                                             |  |  |                                                                    |                                                                    |                                                                    |                                                                    |                                                                    |                                                                    |  |  |                                     |                                     |                                     |                                     |                                     |                                     |  |  |                     |                     |                     |                     |                     |                     |  |  |  |  |  |  |  |  |  |  |  |  |  |  |  |  |  |  |  |  |  |  |  |  |  |  |  |  |  |  |
|                                   |                                   |                                   |                                   |                                   |                                   |  |  |                                                               |                                                               |                                                               |                                                               |                                                               |                                                               |  |  | Yuxiong 鬻熊 dirigeant du Chu XIe siècle av. J.-C. Note : les liens exacts entre Yingbo et Yuxiong restent flous. Suivant les sources, le second est le fils ou petit-fils du premier |                                                              |                                                              |                                                              |                                                              |                                                              |  |  |                                                                   |                                                                   |                                                                   |                                                                   |                                                                   |                                                                   |  |  |                                                             |                                                             |                                                             |                                                             |                                                             |                                                             |  |  |                                                                    |                                                                    |                                                                    |                                                                    |                                                                    |                                                                    |  |  |                                     |                                     |                                     |                                     |                                     |                                     |  |  |                     |                     |                     |                     |                     |                     |  |  |  |  |  |  |  |  |  |  |  |  |  |  |  |  |  |  |  |  |  |  |  |  |  |  |  |  |  |  |
|                                   |                                   |                                   |                                   |                                   |                                   |  |  |                                                               |                                                               |                                                               |                                                               |                                                               |                                                               |  |  | |                                                              |                                                              |                                                              |                                                              |                                                              |  |  |                                                                   |                                                                   |                                                                   |                                                                   |                                                                   |                                                                   |  |  |                                                             |                                                             |                                                             |                                                             |                                                             |                                                             |  |  |                                                                    |                                                                    |                                                                    |                                                                    |                                                                    |                                                                    |  |  |                                     |                                     |                                     |                                     |                                     |                                     |  |  |                     |                     |                     |                     |                     |                     |  |  |  |  |  |  |  |  |  |  |  |  |  |  |  |  |  |  |  |  |  |  |  |  |  |  |  |  |  |  |
|                                   |                                   |                                   |                                   |                                   |                                   |  |  |                                                               |                                                               |                                                               |                                                               |                                                               |                                                               |  |  | Xiong Li 熊麗 dirigeant du Chu XIe siècle av. J.-C. |                                                              |                                                              |                                                              |                                                              |                                                              |  |  |                                                                   |                                                                   |                                                                   |                                                                   |                                                                   |                                                                   |  |  |                                                             |                                                             |                                                             |                                                             |                                                             |                                                             |  |  |                                                                    |                                                                    |                                                                    |                                                                    |                                                                    |                                                                    |  |  |                                     |                                     |                                     |                                     |                                     |                                     |  |  |                     |                     |                     |                     |                     |                     |  |  |  |  |  |  |  |  |  |  |  |  |  |  |  |  |  |  |  |  |  |  |  |  |  |  |  |  |  |  |
|                                   |                                   |                                   |                                   |                                   |                                   |  |  |                                                               |                                                               |                                                               |                                                               |                                                               |                                                               |  |  | |                                                              |                                                              |                                                              |                                                              |                                                              |  |  |                                                                   |                                                                   |                                                                   |                                                                   |                                                                   |                                                                   |  |  |                                                             |                                                             |                                                             |                                                             |                                                             |                                                             |  |  |                                                                    |                                                                    |                                                                    |                                                                    |                                                                    |                                                                    |  |  |                                     |                                     |                                     |                                     |                                     |                                     |  |  |                     |                     |                     |                     |                     |                     |  |  |  |  |  |  |  |  |  |  |  |  |  |  |  |  |  |  |  |  |  |  |  |  |  |  |  |  |  |  |
|                                   |                                   |                                   |                                   |                                   |                                   |  |  |                                                               |                                                               |                                                               |                                                               |                                                               |                                                               |  |  | Xiong Kuang 熊狂 dirigeant du Chu XIe siècle av. J.-C. |                                                              |                                                              |                                                              |                                                              |                                                              |  |  |                                                                   |                                                                   |                                                                   |                                                                   |                                                                   |                                                                   |  |  |                                                             |                                                             |                                                             |                                                             |                                                             |                                                             |  |  |                                                                    |                                                                    |                                                                    |                                                                    |                                                                    |                                                                    |  |  |                                     |                                     |                                     |                                     |                                     |                                     |  |  |                     |                     |                     |                     |                     |                     |  |  |  |  |  |  |  |  |  |  |  |  |  |  |  |  |  |  |  |  |  |  |  |  |  |  |  |  |  |  |
|                                   |                                   |                                   |                                   |                                   |                                   |  |  |                                                               |                                                               |                                                               |                                                               |                                                               |                                                               |  |  | |                                                              |                                                              |                                                              |                                                              |                                                              |  |  |                                                                   |                                                                   |                                                                   |                                                                   |                                                                   |                                                                   |  |  |                                                             |                                                             |                                                             |                                                             |                                                             |                                                             |  |  |                                                                    |                                                                    |                                                                    |                                                                    |                                                                    |                                                                    |  |  |                                     |                                     |                                     |                                     |                                     |                                     |  |  |                     |                     |                     |                     |                     |                     |  |  |  |  |  |  |  |  |  |  |  |  |  |  |  |  |  |  |  |  |  |  |  |  |  |  |  |  |  |  |
|                                   |                                   |                                   |                                   |                                   |                                   |  |  |                                                               |                                                               |                                                               |                                                               |                                                               |                                                               |  |  | Xiong Yi 熊繹 Vicomte du Chu 1042–1006 av J.C. |                                                              |                                                              |                                                              |                                                              |                                                              |  |  |                                                                   |                                                                   |                                                                   |                                                                   |                                                                   |                                                                   |  |  |                                                             |                                                             |                                                             |                                                             |                                                             |                                                             |  |  |                                                                    |                                                                    |                                                                    |                                                                    |                                                                    |                                                                    |  |  |                                     |                                     |                                     |                                     |                                     |                                     |  |  |                     |                     |                     |                     |                     |                     |  |  |  |  |  |  |  |  |  |  |  |  |  |  |  |  |  |  |  |  |  |  |  |  |  |  |  |  |  |  |
|                                   |                                   |                                   |                                   |                                   |                                   |  |  |                                                               |                                                               |                                                               |                                                               |                                                               |                                                               |  |  | |                                                              |                                                              |                                                              |                                                              |                                                              |  |  |                                                                   |                                                                   |                                                                   |                                                                   |                                                                   |                                                                   |  |  |                                                             |                                                             |                                                             |                                                             |                                                             |                                                             |  |  |                                                                    |                                                                    |                                                                    |                                                                    |                                                                    |                                                                    |  |  |                                     |                                     |                                     |                                     |                                     |                                     |  |  |                     |                     |                     |                     |                     |                     |  |  |  |  |  |  |  |  |  |  |  |  |  |  |  |  |  |  |  |  |  |  |  |  |  |  |  |  |  |  |
|                                   |                                   |                                   |                                   |                                   |                                   |  |  |                                                               |                                                               |                                                               |                                                               |                                                               |                                                               |  |  | Xiong Ai 熊艾 Vicomte du Chu 1006–981 av J.C. |                                                              |                                                              |                                                              |                                                              |                                                              |  |  |                                                                   |                                                                   |                                                                   |                                                                   |                                                                   |                                                                   |  |  |                                                             |                                                             |                                                             |                                                             |                                                             |                                                             |  |  |                                                                    |                                                                    |                                                                    |                                                                    |                                                                    |                                                                    |  |  |                                     |                                     |                                     |                                     |                                     |                                     |  |  |                     |                     |                     |                     |                     |                     |  |  |  |  |  |  |  |  |  |  |  |  |  |  |  |  |  |  |  |  |  |  |  |  |  |  |  |  |  |  |
|                                   |                                   |                                   |                                   |                                   |                                   |  |  |                                                               |                                                               |                                                               |                                                               |                                                               |                                                               |  |  | |                                                              |                                                              |                                                              |                                                              |                                                              |  |  |                                                                   |                                                                   |                                                                   |                                                                   |                                                                   |                                                                   |  |  |                                                             |                                                             |                                                             |                                                             |                                                             |                                                             |  |  |                                                                    |                                                                    |                                                                    |                                                                    |                                                                    |                                                                    |  |  |                                     |                                     |                                     |                                     |                                     |                                     |  |  |                     |                     |                     |                     |                     |                     |  |  |  |  |  |  |  |  |  |  |  |  |  |  |  |  |  |  |  |  |  |  |  |  |  |  |  |  |  |  |
|                                   |                                   |                                   |                                   |                                   |                                   |  |  |                                                               |                                                               |                                                               |                                                               |                                                               |                                                               |  |  | Xiong Dan 熊䵣 Vicomte du Chu 981–970 av J.C. |                                                              |                                                              |                                                              |                                                              |                                                              |  |  |                                                                   |                                                                   |                                                                   |                                                                   |                                                                   |                                                                   |  |  |                                                             |                                                             |                                                             |                                                             |                                                             |                                                             |  |  |                                                                    |                                                                    |                                                                    |                                                                    |                                                                    |                                                                    |  |  |                                     |                                     |                                     |                                     |                                     |                                     |  |  |                     |                     |                     |                     |                     |                     |  |  |  |  |  |  |  |  |  |  |  |  |  |  |  |  |  |  |  |  |  |  |  |  |  |  |  |  |  |  |
|                                   |                                   |                                   |                                   |                                   |                                   |  |  |                                                               |                                                               |                                                               |                                                               |                                                               |                                                               |  |  | |                                                              |                                                              |                                                              |                                                              |                                                              |  |  |                                                                   |                                                                   |                                                                   |                                                                   |                                                                   |                                                                   |  |  |                                                             |                                                             |                                                             |                                                             |                                                             |                                                             |  |  |                                                                    |                                                                    |                                                                    |                                                                    |                                                                    |                                                                    |  |  |                                     |                                     |                                     |                                     |                                     |                                     |  |  |                     |                     |                     |                     |                     |                     |  |  |  |  |  |  |  |  |  |  |  |  |  |  |  |  |  |  |  |  |  |  |  |  |  |  |  |  |  |  |
|                                   |                                   |                                   |                                   |                                   |                                   |  |  |                                                               |                                                               |                                                               |                                                               |                                                               |                                                               |  |  | |                                                              |                                                              |                                                              |                                                              |                                                              |  |  |                                                                   |                                                                   |                                                                   |                                                                   |                                                                   |                                                                   |  |  |                                                             |                                                             |                                                             |                                                             |                                                             |                                                             |  |  |                                                                    |                                                                    |                                                                    |                                                                    |                                                                    |                                                                    |  |  |                                     |                                     |                                     |                                     |                                     |                                     |  |  |                     |                     |                     |                     |                     |                     |  |  |  |  |  |  |  |  |  |  |  |  |  |  |  |  |  |  |  |  |  |  |  |  |  |  |  |  |  |  |
|                                   |                                   |                                   |                                   |                                   |                                   |  |  |                                                               |                                                               |                                                               |                                                               |                                                               |                                                               |  |  | Xiong Sheng 熊勝 Vicomte du Chu 970–946 av J.C. | Xiong Sheng 熊勝 Vicomte du Chu 970–946 av J.C.              | Xiong Sheng 熊勝 Vicomte du Chu 970–946 av J.C.              | Xiong Sheng 熊勝 Vicomte du Chu 970–946 av J.C.              | Xiong Sheng 熊勝 Vicomte du Chu 970–946 av J.C.              | Xiong Sheng 熊勝 Vicomte du Chu 970–946 av J.C.              |  |  | Xiong Yang 熊楊 Vicomte du Chu                                    | Xiong Yang 熊楊 Vicomte du Chu                                    | Xiong Yang 熊楊 Vicomte du Chu                                    | Xiong Yang 熊楊 Vicomte du Chu                                    | Xiong Yang 熊楊 Vicomte du Chu                                    | Xiong Yang 熊楊 Vicomte du Chu                                    |  |  |                                                             |                                                             |                                                             |                                                             |                                                             |                                                             |  |  |                                                                    |                                                                    |                                                                    |                                                                    |                                                                    |                                                                    |  |  |                                     |                                     |                                     |                                     |                                     |                                     |  |  |                     |                     |                     |                     |                     |                     |  |  |  |  |  |  |  |  |  |  |  |  |  |  |  |  |  |  |  |  |  |  |  |  |  |  |  |  |  |  |
|                                   |                                   |                                   |                                   |                                   |                                   |  |  |                                                               |                                                               |                                                               |                                                               |                                                               |                                                               |  |  | Xiong Sheng 熊勝 Vicomte du Chu 970–946 av J.C. | Xiong Sheng 熊勝 Vicomte du Chu 970–946 av J.C.              | Xiong Sheng 熊勝 Vicomte du Chu 970–946 av J.C.              | Xiong Sheng 熊勝 Vicomte du Chu 970–946 av J.C.              | Xiong Sheng 熊勝 Vicomte du Chu 970–946 av J.C.              | Xiong Sheng 熊勝 Vicomte du Chu 970–946 av J.C.              |  |  | Xiong Yang 熊楊 Vicomte du Chu                                    | Xiong Yang 熊楊 Vicomte du Chu                                    | Xiong Yang 熊楊 Vicomte du Chu                                    | Xiong Yang 熊楊 Vicomte du Chu                                    | Xiong Yang 熊楊 Vicomte du Chu                                    | Xiong Yang 熊楊 Vicomte du Chu                                    |  |  |                                                             |                                                             |                                                             |                                                             |                                                             |                                                             |  |  |                                                                    |                                                                    |                                                                    |                                                                    |                                                                    |                                                                    |  |  |                                     |                                     |                                     |                                     |                                     |                                     |  |  |                     |                     |                     |                     |                     |                     |  |  |  |  |  |  |  |  |  |  |  |  |  |  |  |  |  |  |  |  |  |  |  |  |  |  |  |  |  |  |
|                                   |                                   |                                   |                                   |                                   |                                   |  |  |                                                               |                                                               |                                                               |                                                               |                                                               |                                                               |  |  | |                                                              |                                                              |                                                              |                                                              |                                                              |  |  | Xiong Qu 熊渠 Vicomte du Chu 887–877 av J.C.                      |                                                                   |                                                                   |                                                                   |                                                                   |                                                                   |  |  |                                                             |                                                             |                                                             |                                                             |                                                             |                                                             |  |  |                                                                    |                                                                    |                                                                    |                                                                    |                                                                    |                                                                    |  |  |                                     |                                     |                                     |                                     |                                     |                                     |  |  |                     |                     |                     |                     |                     |                     |  |  |  |  |  |  |  |  |  |  |  |  |  |  |  |  |  |  |  |  |  |  |  |  |  |  |  |  |  |  |
|                                   |                                   |                                   |                                   |                                   |                                   |  |  |                                                               |                                                               |                                                               |                                                               |                                                               |                                                               |  |  | |                                                              |                                                              |                                                              |                                                              |                                                              |  |  |                                                                   |                                                                   |                                                                   |                                                                   |                                                                   |                                                                   |  |  |                                                             |                                                             |                                                             |                                                             |                                                             |                                                             |  |  |                                                                    |                                                                    |                                                                    |                                                                    |                                                                    |                                                                    |  |  |                                     |                                     |                                     |                                     |                                     |                                     |  |  |                     |                     |                     |                     |                     |                     |  |  |  |  |  |  |  |  |  |  |  |  |  |  |  |  |  |  |  |  |  |  |  |  |  |  |  |  |  |  |
|                                   |                                   |                                   |                                   |                                   |                                   |  |  |                                                               |                                                               |                                                               |                                                               |                                                               |                                                               |  |  | |                                                              |                                                              |                                                              |                                                              |                                                              |  |  | Xiong Kang 熊康 Vicomte du Chu                                    |                                                                   |                                                                   |                                                                   |                                                                   |                                                                   |  |  |                                                             |                                                             |                                                             |                                                             |                                                             |                                                             |  |  |                                                                    |                                                                    |                                                                    |                                                                    |                                                                    |                                                                    |  |  |                                     |                                     |                                     |                                     |                                     |                                     |  |  |                     |                     |                     |                     |                     |                     |  |  |  |  |  |  |  |  |  |  |  |  |  |  |  |  |  |  |  |  |  |  |  |  |  |  |  |  |  |  |
|                                   |                                   |                                   |                                   |                                   |                                   |  |  |                                                               |                                                               |                                                               |                                                               |                                                               |                                                               |  |  | |                                                              |                                                              |                                                              |                                                              |                                                              |  |  |                                                                   |                                                                   |                                                                   |                                                                   |                                                                   |                                                                   |  |  |                                                             |                                                             |                                                             |                                                             |                                                             |                                                             |  |  |                                                                    |                                                                    |                                                                    |                                                                    |                                                                    |                                                                    |  |  |                                     |                                     |                                     |                                     |                                     |                                     |  |  |                     |                     |                     |                     |                     |                     |  |  |  |  |  |  |  |  |  |  |  |  |  |  |  |  |  |  |  |  |  |  |  |  |  |  |  |  |  |  |
|                                   |                                   |                                   |                                   |                                   |                                   |  |  |                                                               |                                                               |                                                               |                                                               |                                                               |                                                               |  |  | |                                                              |                                                              |                                                              |                                                              |                                                              |  |  |                                                                   |                                                                   |                                                                   |                                                                   |                                                                   |                                                                   |  |  |                                                             |                                                             |                                                             |                                                             |                                                             |                                                             |  |  |                                                                    |                                                                    |                                                                    |                                                                    |                                                                    |                                                                    |  |  |                                     |                                     |                                     |                                     |                                     |                                     |  |  |                     |                     |                     |                     |                     |                     |  |  |  |  |  |  |  |  |  |  |  |  |  |  |  |  |  |  |  |  |  |  |  |  |  |  |  |  |  |  |
|                                   |                                   |                                   |                                   |                                   |                                   |  |  |                                                               |                                                               |                                                               |                                                               |                                                               |                                                               |  |  | Xiong Zhi 熊摯 Vicomte du Chu 877–876 av J.C. | Xiong Zhi 熊摯 Vicomte du Chu 877–876 av J.C.                | Xiong Zhi 熊摯 Vicomte du Chu 877–876 av J.C.                | Xiong Zhi 熊摯 Vicomte du Chu 877–876 av J.C.                | Xiong Zhi 熊摯 Vicomte du Chu 877–876 av J.C.                | Xiong Zhi 熊摯 Vicomte du Chu 877–876 av J.C.                |  |  | Xiong Yan 熊延 Vicomte du Chu 876–848 av J.C.                     | Xiong Yan 熊延 Vicomte du Chu 876–848 av J.C.                     | Xiong Yan 熊延 Vicomte du Chu 876–848 av J.C.                     | Xiong Yan 熊延 Vicomte du Chu 876–848 av J.C.                     | Xiong Yan 熊延 Vicomte du Chu 876–848 av J.C.                     | Xiong Yan 熊延 Vicomte du Chu 876–848 av J.C.                     |  |  |                                                             |                                                             |                                                             |                                                             |                                                             |                                                             |  |  |                                                                    |                                                                    |                                                                    |                                                                    |                                                                    |                                                                    |  |  |                                     |                                     |                                     |                                     |                                     |                                     |  |  |                     |                     |                     |                     |                     |                     |  |  |  |  |  |  |  |  |  |  |  |  |  |  |  |  |  |  |  |  |  |  |  |  |  |  |  |  |  |  |
|                                   |                                   |                                   |                                   |                                   |                                   |  |  |                                                               |                                                               |                                                               |                                                               |                                                               |                                                               |  |  | Xiong Zhi 熊摯 Vicomte du Chu 877–876 av J.C. | Xiong Zhi 熊摯 Vicomte du Chu 877–876 av J.C.                | Xiong Zhi 熊摯 Vicomte du Chu 877–876 av J.C.                | Xiong Zhi 熊摯 Vicomte du Chu 877–876 av J.C.                | Xiong Zhi 熊摯 Vicomte du Chu 877–876 av J.C.                | Xiong Zhi 熊摯 Vicomte du Chu 877–876 av J.C.                |  |  | Xiong Yan 熊延 Vicomte du Chu 876–848 av J.C.                     | Xiong Yan 熊延 Vicomte du Chu 876–848 av J.C.                     | Xiong Yan 熊延 Vicomte du Chu 876–848 av J.C.                     | Xiong Yan 熊延 Vicomte du Chu 876–848 av J.C.                     | Xiong Yan 熊延 Vicomte du Chu 876–848 av J.C.                     | Xiong Yan 熊延 Vicomte du Chu 876–848 av J.C.                     |  |  |                                                             |                                                             |                                                             |                                                             |                                                             |                                                             |  |  |                                                                    |                                                                    |                                                                    |                                                                    |                                                                    |                                                                    |  |  |                                     |                                     |                                     |                                     |                                     |                                     |  |  |                     |                     |                     |                     |                     |                     |  |  |  |  |  |  |  |  |  |  |  |  |  |  |  |  |  |  |  |  |  |  |  |  |  |  |  |  |  |  |
|                                   |                                   |                                   |                                   |                                   |                                   |  |  |                                                               |                                                               |                                                               |                                                               |                                                               |                                                               |  |  | |                                                              |                                                              |                                                              |                                                              |                                                              |  |  |                                                                   |                                                                   |                                                                   |                                                                   |                                                                   |                                                                   |  |  |                                                             |                                                             |                                                             |                                                             |                                                             |                                                             |  |  |                                                                    |                                                                    |                                                                    |                                                                    |                                                                    |                                                                    |  |  |                                     |                                     |                                     |                                     |                                     |                                     |  |  |                     |                     |                     |                     |                     |                     |  |  |  |  |  |  |  |  |  |  |  |  |  |  |  |  |  |  |  |  |  |  |  |  |  |  |  |  |  |  |
|                                   |                                   |                                   |                                   |                                   |                                   |  |  |                                                               |                                                               |                                                               |                                                               |                                                               |                                                               |  |  | Xiong Yong 熊勇 Vicomte du Chu 847–838 av J.C. | Xiong Yong 熊勇 Vicomte du Chu 847–838 av J.C.               | Xiong Yong 熊勇 Vicomte du Chu 847–838 av J.C.               | Xiong Yong 熊勇 Vicomte du Chu 847–838 av J.C.               | Xiong Yong 熊勇 Vicomte du Chu 847–838 av J.C.               | Xiong Yong 熊勇 Vicomte du Chu 847–838 av J.C.               |  |  | Xiong Yan 熊嚴 Vicomte du Chu 837–828 av J.C.                     | Xiong Yan 熊嚴 Vicomte du Chu 837–828 av J.C.                     | Xiong Yan 熊嚴 Vicomte du Chu 837–828 av J.C.                     | Xiong Yan 熊嚴 Vicomte du Chu 837–828 av J.C.                     | Xiong Yan 熊嚴 Vicomte du Chu 837–828 av J.C.                     | Xiong Yan 熊嚴 Vicomte du Chu 837–828 av J.C.                     |  |  |                                                             |                                                             |                                                             |                                                             |                                                             |                                                             |  |  |                                                                    |                                                                    |                                                                    |                                                                    |                                                                    |                                                                    |  |  |                                     |                                     |                                     |                                     |                                     |                                     |  |  |                     |                     |                     |                     |                     |                     |  |  |  |  |  |  |  |  |  |  |  |  |  |  |  |  |  |  |  |  |  |  |  |  |  |  |  |  |  |  |
|                                   |                                   |                                   |                                   |                                   |                                   |  |  |                                                               |                                                               |                                                               |                                                               |                                                               |                                                               |  |  | Xiong Yong 熊勇 Vicomte du Chu 847–838 av J.C. | Xiong Yong 熊勇 Vicomte du Chu 847–838 av J.C.               | Xiong Yong 熊勇 Vicomte du Chu 847–838 av J.C.               | Xiong Yong 熊勇 Vicomte du Chu 847–838 av J.C.               | Xiong Yong 熊勇 Vicomte du Chu 847–838 av J.C.               | Xiong Yong 熊勇 Vicomte du Chu 847–838 av J.C.               |  |  | Xiong Yan 熊嚴 Vicomte du Chu 837–828 av J.C.                     | Xiong Yan 熊嚴 Vicomte du Chu 837–828 av J.C.                     | Xiong Yan 熊嚴 Vicomte du Chu 837–828 av J.C.                     | Xiong Yan 熊嚴 Vicomte du Chu 837–828 av J.C.                     | Xiong Yan 熊嚴 Vicomte du Chu 837–828 av J.C.                     | Xiong Yan 熊嚴 Vicomte du Chu 837–828 av J.C.                     |  |  |                                                             |                                                             |                                                             |                                                             |                                                             |                                                             |  |  |                                                                    |                                                                    |                                                                    |                                                                    |                                                                    |                                                                    |  |  |                                     |                                     |                                     |                                     |                                     |                                     |  |  |                     |                     |                     |                     |                     |                     |  |  |  |  |  |  |  |  |  |  |  |  |  |  |  |  |  |  |  |  |  |  |  |  |  |  |  |  |  |  |
|                                   |                                   |                                   |                                   |                                   |                                   |  |  |                                                               |                                                               |                                                               |                                                               |                                                               |                                                               |  |  | |                                                              |                                                              |                                                              |                                                              |                                                              |  |  |                                                                   |                                                                   |                                                                   |                                                                   |                                                                   |                                                                   |  |  |                                                             |                                                             |                                                             |                                                             |                                                             |                                                             |  |  |                                                                    |                                                                    |                                                                    |                                                                    |                                                                    |                                                                    |  |  |                                     |                                     |                                     |                                     |                                     |                                     |  |  |                     |                     |                     |                     |                     |                     |  |  |  |  |  |  |  |  |  |  |  |  |  |  |  |  |  |  |  |  |  |  |  |  |  |  |  |  |  |  |
|                                   |                                   |                                   |                                   |                                   |                                   |  |  | Xiong Shuang 熊霜 Vicomte du Chu 827–822 av J.C.              | Xiong Shuang 熊霜 Vicomte du Chu 827–822 av J.C.              | Xiong Shuang 熊霜 Vicomte du Chu 827–822 av J.C.              | Xiong Shuang 熊霜 Vicomte du Chu 827–822 av J.C.              | Xiong Shuang 熊霜 Vicomte du Chu 827–822 av J.C.              | Xiong Shuang 熊霜 Vicomte du Chu 827–822 av J.C.              |  |  | Xiong Xue 熊雪 | Xiong Xue 熊雪                                               | Xiong Xue 熊雪                                               | Xiong Xue 熊雪                                               | Xiong Xue 熊雪                                               | Xiong Xue 熊雪                                               |  |  | Xiong Xun 熊徇 Vicomte du Chu 821–800 av J.C.                     | Xiong Xun 熊徇 Vicomte du Chu 821–800 av J.C.                     | Xiong Xun 熊徇 Vicomte du Chu 821–800 av J.C.                     | Xiong Xun 熊徇 Vicomte du Chu 821–800 av J.C.                     | Xiong Xun 熊徇 Vicomte du Chu 821–800 av J.C.                     | Xiong Xun 熊徇 Vicomte du Chu 821–800 av J.C.                     |  |  | Xiong Kan 熊堪                                              | Xiong Kan 熊堪                                              | Xiong Kan 熊堪                                              | Xiong Kan 熊堪                                              | Xiong Kan 熊堪                                              | Xiong Kan 熊堪                                              |  |  |                                                                    |                                                                    |                                                                    |                                                                    |                                                                    |                                                                    |  |  |                                     |                                     |                                     |                                     |                                     |                                     |  |  |                     |                     |                     |                     |                     |                     |  |  |  |  |  |  |  |  |  |  |  |  |  |  |  |  |  |  |  |  |  |  |  |  |  |  |  |  |  |  |
|                                   |                                   |                                   |                                   |                                   |                                   |  |  | Xiong Shuang 熊霜 Vicomte du Chu 827–822 av J.C.              | Xiong Shuang 熊霜 Vicomte du Chu 827–822 av J.C.              | Xiong Shuang 熊霜 Vicomte du Chu 827–822 av J.C.              | Xiong Shuang 熊霜 Vicomte du Chu 827–822 av J.C.              | Xiong Shuang 熊霜 Vicomte du Chu 827–822 av J.C.              | Xiong Shuang 熊霜 Vicomte du Chu 827–822 av J.C.              |  |  | Xiong Xue 熊雪 | Xiong Xue 熊雪                                               | Xiong Xue 熊雪                                               | Xiong Xue 熊雪                                               | Xiong Xue 熊雪                                               | Xiong Xue 熊雪                                               |  |  | Xiong Xun 熊徇 Vicomte du Chu 821–800 av J.C.                     | Xiong Xun 熊徇 Vicomte du Chu 821–800 av J.C.                     | Xiong Xun 熊徇 Vicomte du Chu 821–800 av J.C.                     | Xiong Xun 熊徇 Vicomte du Chu 821–800 av J.C.                     | Xiong Xun 熊徇 Vicomte du Chu 821–800 av J.C.                     | Xiong Xun 熊徇 Vicomte du Chu 821–800 av J.C.                     |  |  | Xiong Kan 熊堪                                              | Xiong Kan 熊堪                                              | Xiong Kan 熊堪                                              | Xiong Kan 熊堪                                              | Xiong Kan 熊堪                                              | Xiong Kan 熊堪                                              |  |  |                                                                    |                                                                    |                                                                    |                                                                    |                                                                    |                                                                    |  |  |                                     |                                     |                                     |                                     |                                     |                                     |  |  |                     |                     |                     |                     |                     |                     |  |  |  |  |  |  |  |  |  |  |  |  |  |  |  |  |  |  |  |  |  |  |  |  |  |  |  |  |  |  |
|                                   |                                   |                                   |                                   |                                   |                                   |  |  |                                                               |                                                               |                                                               |                                                               |                                                               |                                                               |  |  | |                                                              |                                                              |                                                              |                                                              |                                                              |  |  | Xiong E 熊咢 Vicomte du Chu 799–791 av J.C.                       |                                                                   |                                                                   |                                                                   |                                                                   |                                                                   |  |  |                                                             |                                                             |                                                             |                                                             |                                                             |                                                             |  |  |                                                                    |                                                                    |                                                                    |                                                                    |                                                                    |                                                                    |  |  |                                     |                                     |                                     |                                     |                                     |                                     |  |  |                     |                     |                     |                     |                     |                     |  |  |  |  |  |  |  |  |  |  |  |  |  |  |  |  |  |  |  |  |  |  |  |  |  |  |  |  |  |  |
|                                   |                                   |                                   |                                   |                                   |                                   |  |  |                                                               |                                                               |                                                               |                                                               |                                                               |                                                               |  |  | |                                                              |                                                              |                                                              |                                                              |                                                              |  |  |                                                                   |                                                                   |                                                                   |                                                                   |                                                                   |                                                                   |  |  |                                                             |                                                             |                                                             |                                                             |                                                             |                                                             |  |  |                                                                    |                                                                    |                                                                    |                                                                    |                                                                    |                                                                    |  |  |                                     |                                     |                                     |                                     |                                     |                                     |  |  |                     |                     |                     |                     |                     |                     |  |  |  |  |  |  |  |  |  |  |  |  |  |  |  |  |  |  |  |  |  |  |  |  |  |  |  |  |  |  |
|                                   |                                   |                                   |                                   |                                   |                                   |  |  |                                                               |                                                               |                                                               |                                                               |                                                               |                                                               |  |  | |                                                              |                                                              |                                                              |                                                              |                                                              |  |  | Xiong Yi 熊儀 Ruo'ao 若敖 Vicomte du Chu 790–764 av J.C.          |                                                                   |                                                                   |                                                                   |                                                                   |                                                                   |  |  |                                                             |                                                             |                                                             |                                                             |                                                             |                                                             |  |  |                                                                    |                                                                    |                                                                    |                                                                    |                                                                    |                                                                    |  |  |                                     |                                     |                                     |                                     |                                     |                                     |  |  |                     |                     |                     |                     |                     |                     |  |  |  |  |  |  |  |  |  |  |  |  |  |  |  |  |  |  |  |  |  |  |  |  |  |  |  |  |  |  |
|                                   |                                   |                                   |                                   |                                   |                                   |  |  |                                                               |                                                               |                                                               |                                                               |                                                               |                                                               |  |  | |                                                              |                                                              |                                                              |                                                              |                                                              |  |  |                                                                   |                                                                   |                                                                   |                                                                   |                                                                   |                                                                   |  |  |                                                             |                                                             |                                                             |                                                             |                                                             |                                                             |  |  |                                                                    |                                                                    |                                                                    |                                                                    |                                                                    |                                                                    |  |  |                                     |                                     |                                     |                                     |                                     |                                     |  |  |                     |                     |                     |                     |                     |                     |  |  |  |  |  |  |  |  |  |  |  |  |  |  |  |  |  |  |  |  |  |  |  |  |  |  |  |  |  |  |
|                                   |                                   |                                   |                                   |                                   |                                   |  |  |                                                               |                                                               |                                                               |                                                               |                                                               |                                                               |  |  | |                                                              |                                                              |                                                              |                                                              |                                                              |  |  |                                                                   |                                                                   |                                                                   |                                                                   |                                                                   |                                                                   |  |  |                                                             |                                                             |                                                             |                                                             |                                                             |                                                             |  |  |                                                                    |                                                                    |                                                                    |                                                                    |                                                                    |                                                                    |  |  |                                     |                                     |                                     |                                     |                                     |                                     |  |  |                     |                     |                     |                     |                     |                     |  |  |  |  |  |  |  |  |  |  |  |  |  |  |  |  |  |  |  |  |  |  |  |  |  |  |  |  |  |  |
|                                   |                                   |                                   |                                   |                                   |                                   |  |  |                                                               |                                                               |                                                               |                                                               |                                                               |                                                               |  |  | Dou Bobi 鬬伯比 | Dou Bobi 鬬伯比                                              | Dou Bobi 鬬伯比                                              | Dou Bobi 鬬伯比                                              | Dou Bobi 鬬伯比                                              | Dou Bobi 鬬伯比                                              |  |  | Xiong Kan 熊坎 Xiāo’áo 霄敖 Vicomte du Chu 763–758 av J.C.        | Xiong Kan 熊坎 Xiāo’áo 霄敖 Vicomte du Chu 763–758 av J.C.        | Xiong Kan 熊坎 Xiāo’áo 霄敖 Vicomte du Chu 763–758 av J.C.        | Xiong Kan 熊坎 Xiāo’áo 霄敖 Vicomte du Chu 763–758 av J.C.        | Xiong Kan 熊坎 Xiāo’áo 霄敖 Vicomte du Chu 763–758 av J.C.        | Xiong Kan 熊坎 Xiāo’áo 霄敖 Vicomte du Chu 763–758 av J.C.        |  |  |                                                             |                                                             |                                                             |                                                             |                                                             |                                                             |  |  |                                                                    |                                                                    |                                                                    |                                                                    |                                                                    |                                                                    |  |  |                                     |                                     |                                     |                                     |                                     |                                     |  |  |                     |                     |                     |                     |                     |                     |  |  |  |  |  |  |  |  |  |  |  |  |  |  |  |  |  |  |  |  |  |  |  |  |  |  |  |  |  |  |
|                                   |                                   |                                   |                                   |                                   |                                   |  |  |                                                               |                                                               |                                                               |                                                               |                                                               |                                                               |  |  | Dou Bobi 鬬伯比 | Dou Bobi 鬬伯比                                              | Dou Bobi 鬬伯比                                              | Dou Bobi 鬬伯比                                              | Dou Bobi 鬬伯比                                              | Dou Bobi 鬬伯比                                              |  |  | Xiong Kan 熊坎 Xiāo’áo 霄敖 Vicomte du Chu 763–758 av J.C.        | Xiong Kan 熊坎 Xiāo’áo 霄敖 Vicomte du Chu 763–758 av J.C.        | Xiong Kan 熊坎 Xiāo’áo 霄敖 Vicomte du Chu 763–758 av J.C.        | Xiong Kan 熊坎 Xiāo’áo 霄敖 Vicomte du Chu 763–758 av J.C.        | Xiong Kan 熊坎 Xiāo’áo 霄敖 Vicomte du Chu 763–758 av J.C.        | Xiong Kan 熊坎 Xiāo’áo 霄敖 Vicomte du Chu 763–758 av J.C.        |  |  |                                                             |                                                             |                                                             |                                                             |                                                             |                                                             |  |  |                                                                    |                                                                    |                                                                    |                                                                    |                                                                    |                                                                    |  |  |                                     |                                     |                                     |                                     |                                     |                                     |  |  |                     |                     |                     |                     |                     |                     |  |  |  |  |  |  |  |  |  |  |  |  |  |  |  |  |  |  |  |  |  |  |  |  |  |  |  |  |  |  |
|                                   |                                   |                                   |                                   |                                   |                                   |  |  |                                                               |                                                               |                                                               |                                                               |                                                               |                                                               |  |  | |                                                              |                                                              |                                                              |                                                              |                                                              |  |  |                                                                   |                                                                   |                                                                   |                                                                   |                                                                   |                                                                   |  |  |                                                             |                                                             |                                                             |                                                             |                                                             |                                                             |  |  |                                                                    |                                                                    |                                                                    |                                                                    |                                                                    |                                                                    |  |  |                                     |                                     |                                     |                                     |                                     |                                     |  |  |                     |                     |                     |                     |                     |                     |  |  |  |  |  |  |  |  |  |  |  |  |  |  |  |  |  |  |  |  |  |  |  |  |  |  |  |  |  |  |
|                                   |                                   |                                   |                                   |                                   |                                   |  |  |                                                               |                                                               |                                                               |                                                               |                                                               |                                                               |  |  | Xiong Xuan 熊眴 Fenmao 蚡冒 Vicomte du Chu 757–741 BC | Xiong Xuan 熊眴 Fenmao 蚡冒 Vicomte du Chu 757–741 BC        | Xiong Xuan 熊眴 Fenmao 蚡冒 Vicomte du Chu 757–741 BC        | Xiong Xuan 熊眴 Fenmao 蚡冒 Vicomte du Chu 757–741 BC        | Xiong Xuan 熊眴 Fenmao 蚡冒 Vicomte du Chu 757–741 BC        | Xiong Xuan 熊眴 Fenmao 蚡冒 Vicomte du Chu 757–741 BC        |  |  | Wu de Chu 楚武王 Roi de Chu 740–690 av J.C.                       | Wu de Chu 楚武王 Roi de Chu 740–690 av J.C.                       | Wu de Chu 楚武王 Roi de Chu 740–690 av J.C.                       | Wu de Chu 楚武王 Roi de Chu 740–690 av J.C.                       | Wu de Chu 楚武王 Roi de Chu 740–690 av J.C.                       | Wu de Chu 楚武王 Roi de Chu 740–690 av J.C.                       |  |  |                                                             |                                                             |                                                             |                                                             |                                                             |                                                             |  |  |                                                                    |                                                                    |                                                                    |                                                                    |                                                                    |                                                                    |  |  |                                     |                                     |                                     |                                     |                                     |                                     |  |  |                     |                     |                     |                     |                     |                     |  |  |  |  |  |  |  |  |  |  |  |  |  |  |  |  |  |  |  |  |  |  |  |  |  |  |  |  |  |  |
|                                   |                                   |                                   |                                   |                                   |                                   |  |  |                                                               |                                                               |                                                               |                                                               |                                                               |                                                               |  |  | Xiong Xuan 熊眴 Fenmao 蚡冒 Vicomte du Chu 757–741 BC | Xiong Xuan 熊眴 Fenmao 蚡冒 Vicomte du Chu 757–741 BC        | Xiong Xuan 熊眴 Fenmao 蚡冒 Vicomte du Chu 757–741 BC        | Xiong Xuan 熊眴 Fenmao 蚡冒 Vicomte du Chu 757–741 BC        | Xiong Xuan 熊眴 Fenmao 蚡冒 Vicomte du Chu 757–741 BC        | Xiong Xuan 熊眴 Fenmao 蚡冒 Vicomte du Chu 757–741 BC        |  |  | Wu de Chu 楚武王 Roi de Chu 740–690 av J.C.                       | Wu de Chu 楚武王 Roi de Chu 740–690 av J.C.                       | Wu de Chu 楚武王 Roi de Chu 740–690 av J.C.                       | Wu de Chu 楚武王 Roi de Chu 740–690 av J.C.                       | Wu de Chu 楚武王 Roi de Chu 740–690 av J.C.                       | Wu de Chu 楚武王 Roi de Chu 740–690 av J.C.                       |  |  |                                                             |                                                             |                                                             |                                                             |                                                             |                                                             |  |  |                                                                    |                                                                    |                                                                    |                                                                    |                                                                    |                                                                    |  |  |                                     |                                     |                                     |                                     |                                     |                                     |  |  |                     |                     |                     |                     |                     |                     |  |  |  |  |  |  |  |  |  |  |  |  |  |  |  |  |  |  |  |  |  |  |  |  |  |  |  |  |  |  |
|                                   |                                   |                                   |                                   |                                   |                                   |  |  |                                                               |                                                               |                                                               |                                                               |                                                               |                                                               |  |  | |                                                              |                                                              |                                                              |                                                              |                                                              |  |  |                                                                   |                                                                   |                                                                   |                                                                   |                                                                   |                                                                   |  |  |                                                             |                                                             |                                                             |                                                             |                                                             |                                                             |  |  |                                                                    |                                                                    |                                                                    |                                                                    |                                                                    |                                                                    |  |  |                                     |                                     |                                     |                                     |                                     |                                     |  |  |                     |                     |                     |                     |                     |                     |  |  |  |  |  |  |  |  |  |  |  |  |  |  |  |  |  |  |  |  |  |  |  |  |  |  |  |  |  |  |
|                                   |                                   |                                   |                                   |                                   |                                   |  |  |                                                               |                                                               |                                                               |                                                               |                                                               |                                                               |  |  | Qu Xia 屈瑕 | Qu Xia 屈瑕                                                  | Qu Xia 屈瑕                                                  | Qu Xia 屈瑕                                                  | Qu Xia 屈瑕                                                  | Qu Xia 屈瑕                                                  |  |  | Wen de Chu 楚文王 Roi de Chu 689–677 av J.C.                      | Wen de Chu 楚文王 Roi de Chu 689–677 av J.C.                      | Wen de Chu 楚文王 Roi de Chu 689–677 av J.C.                      | Wen de Chu 楚文王 Roi de Chu 689–677 av J.C.                      | Wen de Chu 楚文王 Roi de Chu 689–677 av J.C.                      | Wen de Chu 楚文王 Roi de Chu 689–677 av J.C.                      |  |  | Ziyuan 子元 d. 664 BC                                       | Ziyuan 子元 d. 664 BC                                       | Ziyuan 子元 d. 664 BC                                       | Ziyuan 子元 d. 664 BC                                       | Ziyuan 子元 d. 664 BC                                       | Ziyuan 子元 d. 664 BC                                       |  |  |                                                                    |                                                                    |                                                                    |                                                                    |                                                                    |                                                                    |  |  |                                     |                                     |                                     |                                     |                                     |                                     |  |  |                     |                     |                     |                     |                     |                     |  |  |  |  |  |  |  |  |  |  |  |  |  |  |  |  |  |  |  |  |  |  |  |  |  |  |  |  |  |  |
|                                   |                                   |                                   |                                   |                                   |                                   |  |  |                                                               |                                                               |                                                               |                                                               |                                                               |                                                               |  |  | Qu Xia 屈瑕 | Qu Xia 屈瑕                                                  | Qu Xia 屈瑕                                                  | Qu Xia 屈瑕                                                  | Qu Xia 屈瑕                                                  | Qu Xia 屈瑕                                                  |  |  | Wen de Chu 楚文王 Roi de Chu 689–677 av J.C.                      | Wen de Chu 楚文王 Roi de Chu 689–677 av J.C.                      | Wen de Chu 楚文王 Roi de Chu 689–677 av J.C.                      | Wen de Chu 楚文王 Roi de Chu 689–677 av J.C.                      | Wen de Chu 楚文王 Roi de Chu 689–677 av J.C.                      | Wen de Chu 楚文王 Roi de Chu 689–677 av J.C.                      |  |  | Ziyuan 子元 d. 664 BC                                       | Ziyuan 子元 d. 664 BC                                       | Ziyuan 子元 d. 664 BC                                       | Ziyuan 子元 d. 664 BC                                       | Ziyuan 子元 d. 664 BC                                       | Ziyuan 子元 d. 664 BC                                       |  |  |                                                                    |                                                                    |                                                                    |                                                                    |                                                                    |                                                                    |  |  |                                     |                                     |                                     |                                     |                                     |                                     |  |  |                     |                     |                     |                     |                     |                     |  |  |  |  |  |  |  |  |  |  |  |  |  |  |  |  |  |  |  |  |  |  |  |  |  |  |  |  |  |  |
|                                   |                                   |                                   |                                   |                                   |                                   |  |  |                                                               |                                                               |                                                               |                                                               |                                                               |                                                               |  |  | |                                                              |                                                              |                                                              |                                                              |                                                              |  |  |                                                                   |                                                                   |                                                                   |                                                                   |                                                                   |                                                                   |  |  |                                                             |                                                             |                                                             |                                                             |                                                             |                                                             |  |  |                                                                    |                                                                    |                                                                    |                                                                    |                                                                    |                                                                    |  |  |                                     |                                     |                                     |                                     |                                     |                                     |  |  |                     |                     |                     |                     |                     |                     |  |  |  |  |  |  |  |  |  |  |  |  |  |  |  |  |  |  |  |  |  |  |  |  |  |  |  |  |  |  |
|                                   |                                   |                                   |                                   |                                   |                                   |  |  |                                                               |                                                               |                                                               |                                                               |                                                               |                                                               |  |  | Xiong Jian 熊艱 Du'ao 堵敖 Roi de Chu 676–672 av J.C. | Xiong Jian 熊艱 Du'ao 堵敖 Roi de Chu 676–672 av J.C.        | Xiong Jian 熊艱 Du'ao 堵敖 Roi de Chu 676–672 av J.C.        | Xiong Jian 熊艱 Du'ao 堵敖 Roi de Chu 676–672 av J.C.        | Xiong Jian 熊艱 Du'ao 堵敖 Roi de Chu 676–672 av J.C.        | Xiong Jian 熊艱 Du'ao 堵敖 Roi de Chu 676–672 av J.C.        |  |  | Xiong Yun 熊惲 Cheng de Chu 楚成王 Roi de Chu 671–626 av J.C.     | Xiong Yun 熊惲 Cheng de Chu 楚成王 Roi de Chu 671–626 av J.C.     | Xiong Yun 熊惲 Cheng de Chu 楚成王 Roi de Chu 671–626 av J.C.     | Xiong Yun 熊惲 Cheng de Chu 楚成王 Roi de Chu 671–626 av J.C.     | Xiong Yun 熊惲 Cheng de Chu 楚成王 Roi de Chu 671–626 av J.C.     | Xiong Yun 熊惲 Cheng de Chu 楚成王 Roi de Chu 671–626 av J.C.     |  |  | Zheng Mao 鄭瞀                                              | Zheng Mao 鄭瞀                                              | Zheng Mao 鄭瞀                                              | Zheng Mao 鄭瞀                                              | Zheng Mao 鄭瞀                                              | Zheng Mao 鄭瞀                                              |  |  |                                                                    |                                                                    |                                                                    |                                                                    |                                                                    |                                                                    |  |  |                                     |                                     |                                     |                                     |                                     |                                     |  |  |                     |                     |                     |                     |                     |                     |  |  |  |  |  |  |  |  |  |  |  |  |  |  |  |  |  |  |  |  |  |  |  |  |  |  |  |  |  |  |
|                                   |                                   |                                   |                                   |                                   |                                   |  |  |                                                               |                                                               |                                                               |                                                               |                                                               |                                                               |  |  | Xiong Jian 熊艱 Du'ao 堵敖 Roi de Chu 676–672 av J.C. | Xiong Jian 熊艱 Du'ao 堵敖 Roi de Chu 676–672 av J.C.        | Xiong Jian 熊艱 Du'ao 堵敖 Roi de Chu 676–672 av J.C.        | Xiong Jian 熊艱 Du'ao 堵敖 Roi de Chu 676–672 av J.C.        | Xiong Jian 熊艱 Du'ao 堵敖 Roi de Chu 676–672 av J.C.        | Xiong Jian 熊艱 Du'ao 堵敖 Roi de Chu 676–672 av J.C.        |  |  | Xiong Yun 熊惲 Cheng de Chu 楚成王 Roi de Chu 671–626 av J.C.     | Xiong Yun 熊惲 Cheng de Chu 楚成王 Roi de Chu 671–626 av J.C.     | Xiong Yun 熊惲 Cheng de Chu 楚成王 Roi de Chu 671–626 av J.C.     | Xiong Yun 熊惲 Cheng de Chu 楚成王 Roi de Chu 671–626 av J.C.     | Xiong Yun 熊惲 Cheng de Chu 楚成王 Roi de Chu 671–626 av J.C.     | Xiong Yun 熊惲 Cheng de Chu 楚成王 Roi de Chu 671–626 av J.C.     |  |  | Zheng Mao 鄭瞀                                              | Zheng Mao 鄭瞀                                              | Zheng Mao 鄭瞀                                              | Zheng Mao 鄭瞀                                              | Zheng Mao 鄭瞀                                              | Zheng Mao 鄭瞀                                              |  |  |                                                                    |                                                                    |                                                                    |                                                                    |                                                                    |                                                                    |  |  |                                     |                                     |                                     |                                     |                                     |                                     |  |  |                     |                     |                     |                     |                     |                     |  |  |  |  |  |  |  |  |  |  |  |  |  |  |  |  |  |  |  |  |  |  |  |  |  |  |  |  |  |  |
|                                   |                                   |                                   |                                   |                                   |                                   |  |  |                                                               |                                                               |                                                               |                                                               |                                                               |                                                               |  |  | |                                                              |                                                              |                                                              |                                                              |                                                              |  |  |                                                                   |                                                                   |                                                                   |                                                                   |                                                                   |                                                                   |  |  |                                                             |                                                             |                                                             |                                                             |                                                             |                                                             |  |  |                                                                    |                                                                    |                                                                    |                                                                    |                                                                    |                                                                    |  |  |                                     |                                     |                                     |                                     |                                     |                                     |  |  |                     |                     |                     |                     |                     |                     |  |  |  |  |  |  |  |  |  |  |  |  |  |  |  |  |  |  |  |  |  |  |  |  |  |  |  |  |  |  |
|                                   |                                   |                                   |                                   |                                   |                                   |  |  |                                                               |                                                               |                                                               |                                                               |                                                               |                                                               |  |  | |                                                              |                                                              |                                                              |                                                              |                                                              |  |  |                                                                   |                                                                   |                                                                   |                                                                   |                                                                   |                                                                   |  |  |                                                             |                                                             |                                                             |                                                             |                                                             |                                                             |  |  |                                                                    |                                                                    |                                                                    |                                                                    |                                                                    |                                                                    |  |  |                                     |                                     |                                     |                                     |                                     |                                     |  |  |                     |                     |                     |                     |                     |                     |  |  |  |  |  |  |  |  |  |  |  |  |  |  |  |  |  |  |  |  |  |  |  |  |  |  |  |  |  |  |
|                                   |                                   |                                   |                                   |                                   |                                   |  |  |                                                               |                                                               |                                                               |                                                               |                                                               |                                                               |  |  | |                                                              |                                                              |                                                              |                                                              |                                                              |  |  | Xiong Shangchen Mu de Chu 楚穆王 Roi de Chu 625–614 av J.C.       | Xiong Shangchen Mu de Chu 楚穆王 Roi de Chu 625–614 av J.C.       | Xiong Shangchen Mu de Chu 楚穆王 Roi de Chu 625–614 av J.C.       | Xiong Shangchen Mu de Chu 楚穆王 Roi de Chu 625–614 av J.C.       | Xiong Shangchen Mu de Chu 楚穆王 Roi de Chu 625–614 av J.C.       | Xiong Shangchen Mu de Chu 楚穆王 Roi de Chu 625–614 av J.C.       |  |  | Prince Zhi 王子职                                           | Prince Zhi 王子职                                           | Prince Zhi 王子职                                           | Prince Zhi 王子职                                           | Prince Zhi 王子职                                           | Prince Zhi 王子职                                           |  |  |                                                                    |                                                                    |                                                                    |                                                                    |                                                                    |                                                                    |  |  |                                     |                                     |                                     |                                     |                                     |                                     |  |  |                     |                     |                     |                     |                     |                     |  |  |  |  |  |  |  |  |  |  |  |  |  |  |  |  |  |  |  |  |  |  |  |  |  |  |  |  |  |  |
|                                   |                                   |                                   |                                   |                                   |                                   |  |  |                                                               |                                                               |                                                               |                                                               |                                                               |                                                               |  |  | |                                                              |                                                              |                                                              |                                                              |                                                              |  |  | Xiong Shangchen Mu de Chu 楚穆王 Roi de Chu 625–614 av J.C.       | Xiong Shangchen Mu de Chu 楚穆王 Roi de Chu 625–614 av J.C.       | Xiong Shangchen Mu de Chu 楚穆王 Roi de Chu 625–614 av J.C.       | Xiong Shangchen Mu de Chu 楚穆王 Roi de Chu 625–614 av J.C.       | Xiong Shangchen Mu de Chu 楚穆王 Roi de Chu 625–614 av J.C.       | Xiong Shangchen Mu de Chu 楚穆王 Roi de Chu 625–614 av J.C.       |  |  | Prince Zhi 王子职                                           | Prince Zhi 王子职                                           | Prince Zhi 王子职                                           | Prince Zhi 王子职                                           | Prince Zhi 王子职                                           | Prince Zhi 王子职                                           |  |  |                                                                    |                                                                    |                                                                    |                                                                    |                                                                    |                                                                    |  |  |                                     |                                     |                                     |                                     |                                     |                                     |  |  |                     |                     |                     |                     |                     |                     |  |  |  |  |  |  |  |  |  |  |  |  |  |  |  |  |  |  |  |  |  |  |  |  |  |  |  |  |  |  |
|                                   |                                   |                                   |                                   |                                   |                                   |  |  |                                                               |                                                               |                                                               |                                                               |                                                               |                                                               |  |  | |                                                              |                                                              |                                                              |                                                              |                                                              |  |  | Xiong Lü Zhuang de Chu 楚莊王 Roi de Chu 613–591 av J.C.          |                                                                   |                                                                   |                                                                   |                                                                   |                                                                   |  |  |                                                             |                                                             |                                                             |                                                             |                                                             |                                                             |  |  |                                                                    |                                                                    |                                                                    |                                                                    |                                                                    |                                                                    |  |  |                                     |                                     |                                     |                                     |                                     |                                     |  |  |                     |                     |                     |                     |                     |                     |  |  |  |  |  |  |  |  |  |  |  |  |  |  |  |  |  |  |  |  |  |  |  |  |  |  |  |  |  |  |
|                                   |                                   |                                   |                                   |                                   |                                   |  |  |                                                               |                                                               |                                                               |                                                               |                                                               |                                                               |  |  | |                                                              |                                                              |                                                              |                                                              |                                                              |  |  |                                                                   |                                                                   |                                                                   |                                                                   |                                                                   |                                                                   |  |  |                                                             |                                                             |                                                             |                                                             |                                                             |                                                             |  |  |                                                                    |                                                                    |                                                                    |                                                                    |                                                                    |                                                                    |  |  |                                     |                                     |                                     |                                     |                                     |                                     |  |  |                     |                     |                     |                     |                     |                     |  |  |  |  |  |  |  |  |  |  |  |  |  |  |  |  |  |  |  |  |  |  |  |  |  |  |  |  |  |  |
|                                   |                                   |                                   |                                   |                                   |                                   |  |  |                                                               |                                                               |                                                               |                                                               |                                                               |                                                               |  |  | |                                                              |                                                              |                                                              |                                                              |                                                              |  |  | Xiong Shen 熊審 Gong de Chu 楚共王 Roi de Chu 600–590–560 av J.C. |                                                                   |                                                                   |                                                                   |                                                                   |                                                                   |  |  |                                                             |                                                             |                                                             |                                                             |                                                             |                                                             |  |  |                                                                    |                                                                    |                                                                    |                                                                    |                                                                    |                                                                    |  |  |                                     |                                     |                                     |                                     |                                     |                                     |  |  |                     |                     |                     |                     |                     |                     |  |  |  |  |  |  |  |  |  |  |  |  |  |  |  |  |  |  |  |  |  |  |  |  |  |  |  |  |  |  |
|                                   |                                   |                                   |                                   |                                   |                                   |  |  |                                                               |                                                               |                                                               |                                                               |                                                               |                                                               |  |  | |                                                              |                                                              |                                                              |                                                              |                                                              |  |  |                                                                   |                                                                   |                                                                   |                                                                   |                                                                   |                                                                   |  |  |                                                             |                                                             |                                                             |                                                             |                                                             |                                                             |  |  |                                                                    |                                                                    |                                                                    |                                                                    |                                                                    |                                                                    |  |  |                                     |                                     |                                     |                                     |                                     |                                     |  |  |                     |                     |                     |                     |                     |                     |  |  |  |  |  |  |  |  |  |  |  |  |  |  |  |  |  |  |  |  |  |  |  |  |  |  |  |  |  |  |
|                                   |                                   |                                   |                                   |                                   |                                   |  |  |                                                               |                                                               |                                                               |                                                               |                                                               |                                                               |  |  | |                                                              |                                                              |                                                              |                                                              |                                                              |  |  |                                                                   |                                                                   |                                                                   |                                                                   |                                                                   |                                                                   |  |  |                                                             |                                                             |                                                             |                                                             |                                                             |                                                             |  |  |                                                                    |                                                                    |                                                                    |                                                                    |                                                                    |                                                                    |  |  |                                     |                                     |                                     |                                     |                                     |                                     |  |  |                     |                     |                     |                     |                     |                     |  |  |  |  |  |  |  |  |  |  |  |  |  |  |  |  |  |  |  |  |  |  |  |  |  |  |  |  |  |  |
|                                   |                                   |                                   |                                   |                                   |                                   |  |  | Xiong Zhao 熊招 Kang de Chu 楚康王 Roi de Chu 559–545 av J.C. | Xiong Zhao 熊招 Kang de Chu 楚康王 Roi de Chu 559–545 av J.C. | Xiong Zhao 熊招 Kang de Chu 楚康王 Roi de Chu 559–545 av J.C. | Xiong Zhao 熊招 Kang de Chu 楚康王 Roi de Chu 559–545 av J.C. | Xiong Zhao 熊招 Kang de Chu 楚康王 Roi de Chu 559–545 av J.C. | Xiong Zhao 熊招 Kang de Chu 楚康王 Roi de Chu 559–545 av J.C. |  |  | Xiong Wei 熊圍 Ling de Chu 楚靈王 Roi de Chu 540–529 av J.C. | Xiong Wei 熊圍 Ling de Chu 楚靈王 Roi de Chu 540–529 av J.C. | Xiong Wei 熊圍 Ling de Chu 楚靈王 Roi de Chu 540–529 av J.C. | Xiong Wei 熊圍 Ling de Chu 楚靈王 Roi de Chu 540–529 av J.C. | Xiong Wei 熊圍 Ling de Chu 楚靈王 Roi de Chu 540–529 av J.C. | Xiong Wei 熊圍 Ling de Chu 楚靈王 Roi de Chu 540–529 av J.C. |  |  | Xiong Bi 熊比 Zi'ao 訾敖 Roi de Chu 529 av J.C.                   | Xiong Bi 熊比 Zi'ao 訾敖 Roi de Chu 529 av J.C.                   | Xiong Bi 熊比 Zi'ao 訾敖 Roi de Chu 529 av J.C.                   | Xiong Bi 熊比 Zi'ao 訾敖 Roi de Chu 529 av J.C.                   | Xiong Bi 熊比 Zi'ao 訾敖 Roi de Chu 529 av J.C.                   | Xiong Bi 熊比 Zi'ao 訾敖 Roi de Chu 529 av J.C.                   |  |  | Zixi                                                        | Zixi                                                        | Zixi                                                        | Zixi                                                        | Zixi                                                        | Zixi                                                        |  |  | Xiong Qiji 熊弃疾 Ping of Chu 楚平王 Roi de Chu 528–516 av J.C.    | Xiong Qiji 熊弃疾 Ping of Chu 楚平王 Roi de Chu 528–516 av J.C.    | Xiong Qiji 熊弃疾 Ping of Chu 楚平王 Roi de Chu 528–516 av J.C.    | Xiong Qiji 熊弃疾 Ping of Chu 楚平王 Roi de Chu 528–516 av J.C.    | Xiong Qiji 熊弃疾 Ping of Chu 楚平王 Roi de Chu 528–516 av J.C.    | Xiong Qiji 熊弃疾 Ping of Chu 楚平王 Roi de Chu 528–516 av J.C.    |  |  |                                     |                                     |                                     |                                     |                                     |                                     |  |  |                     |                     |                     |                     |                     |                     |  |  |  |  |  |  |  |  |  |  |  |  |  |  |  |  |  |  |  |  |  |  |  |  |  |  |  |  |  |  |
|                                   |                                   |                                   |                                   |                                   |                                   |  |  | Xiong Zhao 熊招 Kang de Chu 楚康王 Roi de Chu 559–545 av J.C. | Xiong Zhao 熊招 Kang de Chu 楚康王 Roi de Chu 559–545 av J.C. | Xiong Zhao 熊招 Kang de Chu 楚康王 Roi de Chu 559–545 av J.C. | Xiong Zhao 熊招 Kang de Chu 楚康王 Roi de Chu 559–545 av J.C. | Xiong Zhao 熊招 Kang de Chu 楚康王 Roi de Chu 559–545 av J.C. | Xiong Zhao 熊招 Kang de Chu 楚康王 Roi de Chu 559–545 av J.C. |  |  | Xiong Wei 熊圍 Ling de Chu 楚靈王 Roi de Chu 540–529 av J.C. | Xiong Wei 熊圍 Ling de Chu 楚靈王 Roi de Chu 540–529 av J.C. | Xiong Wei 熊圍 Ling de Chu 楚靈王 Roi de Chu 540–529 av J.C. | Xiong Wei 熊圍 Ling de Chu 楚靈王 Roi de Chu 540–529 av J.C. | Xiong Wei 熊圍 Ling de Chu 楚靈王 Roi de Chu 540–529 av J.C. | Xiong Wei 熊圍 Ling de Chu 楚靈王 Roi de Chu 540–529 av J.C. |  |  | Xiong Bi 熊比 Zi'ao 訾敖 Roi de Chu 529 av J.C.                   | Xiong Bi 熊比 Zi'ao 訾敖 Roi de Chu 529 av J.C.                   | Xiong Bi 熊比 Zi'ao 訾敖 Roi de Chu 529 av J.C.                   | Xiong Bi 熊比 Zi'ao 訾敖 Roi de Chu 529 av J.C.                   | Xiong Bi 熊比 Zi'ao 訾敖 Roi de Chu 529 av J.C.                   | Xiong Bi 熊比 Zi'ao 訾敖 Roi de Chu 529 av J.C.                   |  |  | Zixi                                                        | Zixi                                                        | Zixi                                                        | Zixi                                                        | Zixi                                                        | Zixi                                                        |  |  | Xiong Qiji 熊弃疾 Ping of Chu 楚平王 Roi de Chu 528–516 av J.C.    | Xiong Qiji 熊弃疾 Ping of Chu 楚平王 Roi de Chu 528–516 av J.C.    | Xiong Qiji 熊弃疾 Ping of Chu 楚平王 Roi de Chu 528–516 av J.C.    | Xiong Qiji 熊弃疾 Ping of Chu 楚平王 Roi de Chu 528–516 av J.C.    | Xiong Qiji 熊弃疾 Ping of Chu 楚平王 Roi de Chu 528–516 av J.C.    | Xiong Qiji 熊弃疾 Ping of Chu 楚平王 Roi de Chu 528–516 av J.C.    |  |  |                                     |                                     |                                     |                                     |                                     |                                     |  |  |                     |                     |                     |                     |                     |                     |  |  |  |  |  |  |  |  |  |  |  |  |  |  |  |  |  |  |  |  |  |  |  |  |  |  |  |  |  |  |
|                                   |                                   |                                   |                                   |                                   |                                   |  |  |                                                               |                                                               |                                                               |                                                               |                                                               |                                                               |  |  | |                                                              |                                                              |                                                              |                                                              |                                                              |  |  |                                                                   |                                                                   |                                                                   |                                                                   |                                                                   |                                                                   |  |  |                                                             |                                                             |                                                             |                                                             |                                                             |                                                             |  |  |                                                                    |                                                                    |                                                                    |                                                                    |                                                                    |                                                                    |  |  |                                     |                                     |                                     |                                     |                                     |                                     |  |  |                     |                     |                     |                     |                     |                     |  |  |  |  |  |  |  |  |  |  |  |  |  |  |  |  |  |  |  |  |  |  |  |  |  |  |  |  |  |  |
|                                   |                                   |                                   |                                   |                                   |                                   |  |  | Jia'ao 郟敖 Roi de Chu 544–541 av J.C.                        | Jia'ao 郟敖 Roi de Chu 544–541 av J.C.                        | Jia'ao 郟敖 Roi de Chu 544–541 av J.C.                        | Jia'ao 郟敖 Roi de Chu 544–541 av J.C.                        | Jia'ao 郟敖 Roi de Chu 544–541 av J.C.                        | Jia'ao 郟敖 Roi de Chu 544–541 av J.C.                        |  |  | Prince héritier Lu 太子禄 d. 529 av J.C. | Prince héritier Lu 太子禄 d. 529 av J.C.                     | Prince héritier Lu 太子禄 d. 529 av J.C.                     | Prince héritier Lu 太子禄 d. 529 av J.C.                     | Prince héritier Lu 太子禄 d. 529 av J.C.                     | Prince héritier Lu 太子禄 d. 529 av J.C.                     |  |  | Prince Pidi 公子罢敌 d. 529 av J.C.                               | Prince Pidi 公子罢敌 d. 529 av J.C.                               | Prince Pidi 公子罢敌 d. 529 av J.C.                               | Prince Pidi 公子罢敌 d. 529 av J.C.                               | Prince Pidi 公子罢敌 d. 529 av J.C.                               | Prince Pidi 公子罢敌 d. 529 av J.C.                               |  |  | Shen 王子申 Zixi 子西                                       | Shen 王子申 Zixi 子西                                       | Shen 王子申 Zixi 子西                                       | Shen 王子申 Zixi 子西                                       | Shen 王子申 Zixi 子西                                       | Shen 王子申 Zixi 子西                                       |  |  | Xiong Zhen 熊珍 Zhao de Chu Roi de Chu 515–489 av J.C.             | Xiong Zhen 熊珍 Zhao de Chu Roi de Chu 515–489 av J.C.             | Xiong Zhen 熊珍 Zhao de Chu Roi de Chu 515–489 av J.C.             | Xiong Zhen 熊珍 Zhao de Chu Roi de Chu 515–489 av J.C.             | Xiong Zhen 熊珍 Zhao de Chu Roi de Chu 515–489 av J.C.             | Xiong Zhen 熊珍 Zhao de Chu Roi de Chu 515–489 av J.C.             |  |  | Jie 王子结 Ziqi 子期                | Jie 王子结 Ziqi 子期                | Jie 王子结 Ziqi 子期                | Jie 王子结 Ziqi 子期                | Jie 王子结 Ziqi 子期                | Jie 王子结 Ziqi 子期                |  |  | Qi 王子啟 Zilü 子闾 | Qi 王子啟 Zilü 子闾 | Qi 王子啟 Zilü 子闾 | Qi 王子啟 Zilü 子闾 | Qi 王子啟 Zilü 子闾 | Qi 王子啟 Zilü 子闾 |  |  |  |  |  |  |  |  |  |  |  |  |  |  |  |  |  |  |  |  |  |  |  |  |  |  |  |  |  |  |
|                                   |                                   |                                   |                                   |                                   |                                   |  |  | Jia'ao 郟敖 Roi de Chu 544–541 av J.C.                        | Jia'ao 郟敖 Roi de Chu 544–541 av J.C.                        | Jia'ao 郟敖 Roi de Chu 544–541 av J.C.                        | Jia'ao 郟敖 Roi de Chu 544–541 av J.C.                        | Jia'ao 郟敖 Roi de Chu 544–541 av J.C.                        | Jia'ao 郟敖 Roi de Chu 544–541 av J.C.                        |  |  | Prince héritier Lu 太子禄 d. 529 av J.C. | Prince héritier Lu 太子禄 d. 529 av J.C.                     | Prince héritier Lu 太子禄 d. 529 av J.C.                     | Prince héritier Lu 太子禄 d. 529 av J.C.                     | Prince héritier Lu 太子禄 d. 529 av J.C.                     | Prince héritier Lu 太子禄 d. 529 av J.C.                     |  |  | Prince Pidi 公子罢敌 d. 529 av J.C.                               | Prince Pidi 公子罢敌 d. 529 av J.C.                               | Prince Pidi 公子罢敌 d. 529 av J.C.                               | Prince Pidi 公子罢敌 d. 529 av J.C.                               | Prince Pidi 公子罢敌 d. 529 av J.C.                               | Prince Pidi 公子罢敌 d. 529 av J.C.                               |  |  | Shen 王子申 Zixi 子西                                       | Shen 王子申 Zixi 子西                                       | Shen 王子申 Zixi 子西                                       | Shen 王子申 Zixi 子西                                       | Shen 王子申 Zixi 子西                                       | Shen 王子申 Zixi 子西                                       |  |  | Xiong Zhen 熊珍 Zhao de Chu Roi de Chu 515–489 av J.C.             | Xiong Zhen 熊珍 Zhao de Chu Roi de Chu 515–489 av J.C.             | Xiong Zhen 熊珍 Zhao de Chu Roi de Chu 515–489 av J.C.             | Xiong Zhen 熊珍 Zhao de Chu Roi de Chu 515–489 av J.C.             | Xiong Zhen 熊珍 Zhao de Chu Roi de Chu 515–489 av J.C.             | Xiong Zhen 熊珍 Zhao de Chu Roi de Chu 515–489 av J.C.             |  |  | Jie 王子结 Ziqi 子期                | Jie 王子结 Ziqi 子期                | Jie 王子结 Ziqi 子期                | Jie 王子结 Ziqi 子期                | Jie 王子结 Ziqi 子期                | Jie 王子结 Ziqi 子期                |  |  | Qi 王子啟 Zilü 子闾 | Qi 王子啟 Zilü 子闾 | Qi 王子啟 Zilü 子闾 | Qi 王子啟 Zilü 子闾 | Qi 王子啟 Zilü 子闾 | Qi 王子啟 Zilü 子闾 |  |  |  |  |  |  |  |  |  |  |  |  |  |  |  |  |  |  |  |  |  |  |  |  |  |  |  |  |  |  |
|                                   |                                   |                                   |                                   |                                   |                                   |  |  |                                                               |                                                               |                                                               |                                                               |                                                               |                                                               |  |  | |                                                              |                                                              |                                                              |                                                              |                                                              |  |  |                                                                   |                                                                   |                                                                   |                                                                   |                                                                   |                                                                   |  |  |                                                             |                                                             |                                                             |                                                             |                                                             |                                                             |  |  |                                                                    |                                                                    |                                                                    |                                                                    |                                                                    |                                                                    |  |  |                                     |                                     |                                     |                                     |                                     |                                     |  |  |                     |                     |                     |                     |                     |                     |  |  |  |  |  |  |  |  |  |  |  |  |  |  |  |  |  |  |  |  |  |  |  |  |  |  |  |  |  |  |
| Xiong Pingxia 平夏 d. 541 av J.C. | Xiong Pingxia 平夏 d. 541 av J.C. | Xiong Pingxia 平夏 d. 541 av J.C. | Xiong Pingxia 平夏 d. 541 av J.C. | Xiong Pingxia 平夏 d. 541 av J.C. | Xiong Pingxia 平夏 d. 541 av J.C. |  |  | Xiong Mu 公子慕 d. 541                                        | Xiong Mu 公子慕 d. 541                                        | Xiong Mu 公子慕 d. 541                                        | Xiong Mu 公子慕 d. 541                                        | Xiong Mu 公子慕 d. 541                                        | Xiong Mu 公子慕 d. 541                                        |  |  | |                                                              |                                                              |                                                              |                                                              |                                                              |  |  |                                                                   |                                                                   |                                                                   |                                                                   |                                                                   |                                                                   |  |  |                                                             |                                                             |                                                             |                                                             |                                                             |                                                             |  |  | Xiong Zhang 熊章 Hui de Chu 楚惠王 Roi de Chu 488–432 av J.C.      | Xiong Zhang 熊章 Hui de Chu 楚惠王 Roi de Chu 488–432 av J.C.      | Xiong Zhang 熊章 Hui de Chu 楚惠王 Roi de Chu 488–432 av J.C.      | Xiong Zhang 熊章 Hui de Chu 楚惠王 Roi de Chu 488–432 av J.C.      | Xiong Zhang 熊章 Hui de Chu 楚惠王 Roi de Chu 488–432 av J.C.      | Xiong Zhang 熊章 Hui de Chu 楚惠王 Roi de Chu 488–432 av J.C.      |  |  |                                     |                                     |                                     |                                     |                                     |                                     |  |  |                     |                     |                     |                     |                     |                     |  |  |  |  |  |  |  |  |  |  |  |  |  |  |  |  |  |  |  |  |  |  |  |  |  |  |  |  |  |  |
| Xiong Pingxia 平夏 d. 541 av J.C. | Xiong Pingxia 平夏 d. 541 av J.C. | Xiong Pingxia 平夏 d. 541 av J.C. | Xiong Pingxia 平夏 d. 541 av J.C. | Xiong Pingxia 平夏 d. 541 av J.C. | Xiong Pingxia 平夏 d. 541 av J.C. |  |  | Xiong Mu 公子慕 d. 541                                        | Xiong Mu 公子慕 d. 541                                        | Xiong Mu 公子慕 d. 541                                        | Xiong Mu 公子慕 d. 541                                        | Xiong Mu 公子慕 d. 541                                        | Xiong Mu 公子慕 d. 541                                        |  |  | |                                                              |                                                              |                                                              |                                                              |                                                              |  |  |                                                                   |                                                                   |                                                                   |                                                                   |                                                                   |                                                                   |  |  |                                                             |                                                             |                                                             |                                                             |                                                             |                                                             |  |  | Xiong Zhang 熊章 Hui de Chu 楚惠王 Roi de Chu 488–432 av J.C.      | Xiong Zhang 熊章 Hui de Chu 楚惠王 Roi de Chu 488–432 av J.C.      | Xiong Zhang 熊章 Hui de Chu 楚惠王 Roi de Chu 488–432 av J.C.      | Xiong Zhang 熊章 Hui de Chu 楚惠王 Roi de Chu 488–432 av J.C.      | Xiong Zhang 熊章 Hui de Chu 楚惠王 Roi de Chu 488–432 av J.C.      | Xiong Zhang 熊章 Hui de Chu 楚惠王 Roi de Chu 488–432 av J.C.      |  |  |                                     |                                     |                                     |                                     |                                     |                                     |  |  |                     |                     |                     |                     |                     |                     |  |  |  |  |  |  |  |  |  |  |  |  |  |  |  |  |  |  |  |  |  |  |  |  |  |  |  |  |  |  |
|                                   |                                   |                                   |                                   |                                   |                                   |  |  |                                                               |                                                               |                                                               |                                                               |                                                               |                                                               |  |  | |                                                              |                                                              |                                                              |                                                              |                                                              |  |  |                                                                   |                                                                   |                                                                   |                                                                   |                                                                   |                                                                   |  |  |                                                             |                                                             |                                                             |                                                             |                                                             |                                                             |  |  | Xiong Zhong 熊中 Jian de Chu Roi de Chu 431–408 av J.C.            |                                                                    |                                                                    |                                                                    |                                                                    |                                                                    |  |  |                                     |                                     |                                     |                                     |                                     |                                     |  |  |                     |                     |                     |                     |                     |                     |  |  |  |  |  |  |  |  |  |  |  |  |  |  |  |  |  |  |  |  |  |  |  |  |  |  |  |  |  |  |
|                                   |                                   |                                   |                                   |                                   |                                   |  |  |                                                               |                                                               |                                                               |                                                               |                                                               |                                                               |  |  | |                                                              |                                                              |                                                              |                                                              |                                                              |  |  |                                                                   |                                                                   |                                                                   |                                                                   |                                                                   |                                                                   |  |  |                                                             |                                                             |                                                             |                                                             |                                                             |                                                             |  |  |                                                                    |                                                                    |                                                                    |                                                                    |                                                                    |                                                                    |  |  |                                     |                                     |                                     |                                     |                                     |                                     |  |  |                     |                     |                     |                     |                     |                     |  |  |  |  |  |  |  |  |  |  |  |  |  |  |  |  |  |  |  |  |  |  |  |  |  |  |  |  |  |  |
|                                   |                                   |                                   |                                   |                                   |                                   |  |  |                                                               |                                                               |                                                               |                                                               |                                                               |                                                               |  |  | |                                                              |                                                              |                                                              |                                                              |                                                              |  |  |                                                                   |                                                                   |                                                                   |                                                                   |                                                                   |                                                                   |  |  |                                                             |                                                             |                                                             |                                                             |                                                             |                                                             |  |  | Xiong Dang 熊當 Sheng de Chu 楚聲王 Roi de Chu 407–402 av J.C.     |                                                                    |                                                                    |                                                                    |                                                                    |                                                                    |  |  |                                     |                                     |                                     |                                     |                                     |                                     |  |  |                     |                     |                     |                     |                     |                     |  |  |  |  |  |  |  |  |  |  |  |  |  |  |  |  |  |  |  |  |  |  |  |  |  |  |  |  |  |  |
|                                   |                                   |                                   |                                   |                                   |                                   |  |  |                                                               |                                                               |                                                               |                                                               |                                                               |                                                               |  |  | |                                                              |                                                              |                                                              |                                                              |                                                              |  |  |                                                                   |                                                                   |                                                                   |                                                                   |                                                                   |                                                                   |  |  |                                                             |                                                             |                                                             |                                                             |                                                             |                                                             |  |  |                                                                    |                                                                    |                                                                    |                                                                    |                                                                    |                                                                    |  |  |                                     |                                     |                                     |                                     |                                     |                                     |  |  |                     |                     |                     |                     |                     |                     |  |  |  |  |  |  |  |  |  |  |  |  |  |  |  |  |  |  |  |  |  |  |  |  |  |  |  |  |  |  |
|                                   |                                   |                                   |                                   |                                   |                                   |  |  |                                                               |                                                               |                                                               |                                                               |                                                               |                                                               |  |  | |                                                              |                                                              |                                                              |                                                              |                                                              |  |  |                                                                   |                                                                   |                                                                   |                                                                   |                                                                   |                                                                   |  |  |                                                             |                                                             |                                                             |                                                             |                                                             |                                                             |  |  | Xiong Yi 熊疑 Dao de Chu Roi de Chu 401–381 av J.C.                |                                                                    |                                                                    |                                                                    |                                                                    |                                                                    |  |  |                                     |                                     |                                     |                                     |                                     |                                     |  |  |                     |                     |                     |                     |                     |                     |  |  |  |  |  |  |  |  |  |  |  |  |  |  |  |  |  |  |  |  |  |  |  |  |  |  |  |  |  |  |
|                                   |                                   |                                   |                                   |                                   |                                   |  |  |                                                               |                                                               |                                                               |                                                               |                                                               |                                                               |  |  | |                                                              |                                                              |                                                              |                                                              |                                                              |  |  |                                                                   |                                                                   |                                                                   |                                                                   |                                                                   |                                                                   |  |  |                                                             |                                                             |                                                             |                                                             |                                                             |                                                             |  |  |                                                                    |                                                                    |                                                                    |                                                                    |                                                                    |                                                                    |  |  |                                     |                                     |                                     |                                     |                                     |                                     |  |  |                     |                     |                     |                     |                     |                     |  |  |  |  |  |  |  |  |  |  |  |  |  |  |  |  |  |  |  |  |  |  |  |  |  |  |  |  |  |  |
|                                   |                                   |                                   |                                   |                                   |                                   |  |  |                                                               |                                                               |                                                               |                                                               |                                                               |                                                               |  |  | |                                                              |                                                              |                                                              |                                                              |                                                              |  |  |                                                                   |                                                                   |                                                                   |                                                                   |                                                                   |                                                                   |  |  |                                                             |                                                             |                                                             |                                                             |                                                             |                                                             |  |  |                                                                    |                                                                    |                                                                    |                                                                    |                                                                    |                                                                    |  |  |                                     |                                     |                                     |                                     |                                     |                                     |  |  |                     |                     |                     |                     |                     |                     |  |  |  |  |  |  |  |  |  |  |  |  |  |  |  |  |  |  |  |  |  |  |  |  |  |  |  |  |  |  |
|                                   |                                   |                                   |                                   |                                   |                                   |  |  |                                                               |                                                               |                                                               |                                                               |                                                               |                                                               |  |  | |                                                              |                                                              |                                                              |                                                              |                                                              |  |  |                                                                   |                                                                   |                                                                   |                                                                   |                                                                   |                                                                   |  |  | Xiong Zang 熊臧 Su de Chu 楚肅王 Roi de Chu 380–370 av J.C. | Xiong Zang 熊臧 Su de Chu 楚肅王 Roi de Chu 380–370 av J.C. | Xiong Zang 熊臧 Su de Chu 楚肅王 Roi de Chu 380–370 av J.C. | Xiong Zang 熊臧 Su de Chu 楚肅王 Roi de Chu 380–370 av J.C. | Xiong Zang 熊臧 Su de Chu 楚肅王 Roi de Chu 380–370 av J.C. | Xiong Zang 熊臧 Su de Chu 楚肅王 Roi de Chu 380–370 av J.C. |  |  | Xiong Liangfu 熊良夫 Xuan de Chu 楚宣王 Roi de Chu 369–340 av J.C. | Xiong Liangfu 熊良夫 Xuan de Chu 楚宣王 Roi de Chu 369–340 av J.C. | Xiong Liangfu 熊良夫 Xuan de Chu 楚宣王 Roi de Chu 369–340 av J.C. | Xiong Liangfu 熊良夫 Xuan de Chu 楚宣王 Roi de Chu 369–340 av J.C. | Xiong Liangfu 熊良夫 Xuan de Chu 楚宣王 Roi de Chu 369–340 av J.C. | Xiong Liangfu 熊良夫 Xuan de Chu 楚宣王 Roi de Chu 369–340 av J.C. |  |  |                                     |                                     |                                     |                                     |                                     |                                     |  |  |                     |                     |                     |                     |                     |                     |  |  |  |  |  |  |  |  |  |  |  |  |  |  |  |  |  |  |  |  |  |  |  |  |  |  |  |  |  |  |
|                                   |                                   |                                   |                                   |                                   |                                   |  |  |                                                               |                                                               |                                                               |                                                               |                                                               |                                                               |  |  | |                                                              |                                                              |                                                              |                                                              |                                                              |  |  |                                                                   |                                                                   |                                                                   |                                                                   |                                                                   |                                                                   |  |  | Xiong Zang 熊臧 Su de Chu 楚肅王 Roi de Chu 380–370 av J.C. | Xiong Zang 熊臧 Su de Chu 楚肅王 Roi de Chu 380–370 av J.C. | Xiong Zang 熊臧 Su de Chu 楚肅王 Roi de Chu 380–370 av J.C. | Xiong Zang 熊臧 Su de Chu 楚肅王 Roi de Chu 380–370 av J.C. | Xiong Zang 熊臧 Su de Chu 楚肅王 Roi de Chu 380–370 av J.C. | Xiong Zang 熊臧 Su de Chu 楚肅王 Roi de Chu 380–370 av J.C. |  |  | Xiong Liangfu 熊良夫 Xuan de Chu 楚宣王 Roi de Chu 369–340 av J.C. | Xiong Liangfu 熊良夫 Xuan de Chu 楚宣王 Roi de Chu 369–340 av J.C. | Xiong Liangfu 熊良夫 Xuan de Chu 楚宣王 Roi de Chu 369–340 av J.C. | Xiong Liangfu 熊良夫 Xuan de Chu 楚宣王 Roi de Chu 369–340 av J.C. | Xiong Liangfu 熊良夫 Xuan de Chu 楚宣王 Roi de Chu 369–340 av J.C. | Xiong Liangfu 熊良夫 Xuan de Chu 楚宣王 Roi de Chu 369–340 av J.C. |  |  |                                     |                                     |                                     |                                     |                                     |                                     |  |  |                     |                     |                     |                     |                     |                     |  |  |  |  |  |  |  |  |  |  |  |  |  |  |  |  |  |  |  |  |  |  |  |  |  |  |  |  |  |  |
|                                   |                                   |                                   |                                   |                                   |                                   |  |  |                                                               |                                                               |                                                               |                                                               |                                                               |                                                               |  |  | |                                                              |                                                              |                                                              |                                                              |                                                              |  |  |                                                                   |                                                                   |                                                                   |                                                                   |                                                                   |                                                                   |  |  |                                                             |                                                             |                                                             |                                                             |                                                             |                                                             |  |  | Xiong Shang 熊商 Wei de Chu Roi de Chu 339–329 av J.C.             |                                                                    |                                                                    |                                                                    |                                                                    |                                                                    |  |  |                                     |                                     |                                     |                                     |                                     |                                     |  |  |                     |                     |                     |                     |                     |                     |  |  |  |  |  |  |  |  |  |  |  |  |  |  |  |  |  |  |  |  |  |  |  |  |  |  |  |  |  |  |
|                                   |                                   |                                   |                                   |                                   |                                   |  |  |                                                               |                                                               |                                                               |                                                               |                                                               |                                                               |  |  | |                                                              |                                                              |                                                              |                                                              |                                                              |  |  |                                                                   |                                                                   |                                                                   |                                                                   |                                                                   |                                                                   |  |  |                                                             |                                                             |                                                             |                                                             |                                                             |                                                             |  |  |                                                                    |                                                                    |                                                                    |                                                                    |                                                                    |                                                                    |  |  |                                     |                                     |                                     |                                     |                                     |                                     |  |  |                     |                     |                     |                     |                     |                     |  |  |  |  |  |  |  |  |  |  |  |  |  |  |  |  |  |  |  |  |  |  |  |  |  |  |  |  |  |  |
|                                   |                                   |                                   |                                   |                                   |                                   |  |  |                                                               |                                                               |                                                               |                                                               |                                                               |                                                               |  |  | |                                                              |                                                              |                                                              |                                                              |                                                              |  |  |                                                                   |                                                                   |                                                                   |                                                                   |                                                                   |                                                                   |  |  |                                                             |                                                             |                                                             |                                                             |                                                             |                                                             |  |  | Xiong Huai 熊槐 Huai de Chu 楚懷王 Roi de Chu 328–299 av J.C.      |                                                                    |                                                                    |                                                                    |                                                                    |                                                                    |  |  |                                     |                                     |                                     |                                     |                                     |                                     |  |  |                     |                     |                     |                     |                     |                     |  |  |  |  |  |  |  |  |  |  |  |  |  |  |  |  |  |  |  |  |  |  |  |  |  |  |  |  |  |  |
|                                   |                                   |                                   |                                   |                                   |                                   |  |  |                                                               |                                                               |                                                               |                                                               |                                                               |                                                               |  |  | |                                                              |                                                              |                                                              |                                                              |                                                              |  |  |                                                                   |                                                                   |                                                                   |                                                                   |                                                                   |                                                                   |  |  |                                                             |                                                             |                                                             |                                                             |                                                             |                                                             |  |  |                                                                    |                                                                    |                                                                    |                                                                    |                                                                    |                                                                    |  |  |                                     |                                     |                                     |                                     |                                     |                                     |  |  |                     |                     |                     |                     |                     |                     |  |  |  |  |  |  |  |  |  |  |  |  |  |  |  |  |  |  |  |  |  |  |  |  |  |  |  |  |  |  |
|                                   |                                   |                                   |                                   |                                   |                                   |  |  |                                                               |                                                               |                                                               |                                                               |                                                               |                                                               |  |  | |                                                              |                                                              |                                                              |                                                              |                                                              |  |  |                                                                   |                                                                   |                                                                   |                                                                   |                                                                   |                                                                   |  |  |                                                             |                                                             |                                                             |                                                             |                                                             |                                                             |  |  |                                                                    |                                                                    |                                                                    |                                                                    |                                                                    |                                                                    |  |  |                                     |                                     |                                     |                                     |                                     |                                     |  |  |                     |                     |                     |                     |                     |                     |  |  |  |  |  |  |  |  |  |  |  |  |  |  |  |  |  |  |  |  |  |  |  |  |  |  |  |  |  |  |
|                                   |                                   |                                   |                                   |                                   |                                   |  |  |                                                               |                                                               |                                                               |                                                               |                                                               |                                                               |  |  | |                                                              |                                                              |                                                              |                                                              |                                                              |  |  | Xiong Heng 熊橫 Qingxiang de Chu Roi de Chu 298–263 av J.C.       | Xiong Heng 熊橫 Qingxiang de Chu Roi de Chu 298–263 av J.C.       | Xiong Heng 熊橫 Qingxiang de Chu Roi de Chu 298–263 av J.C.       | Xiong Heng 熊橫 Qingxiang de Chu Roi de Chu 298–263 av J.C.       | Xiong Heng 熊橫 Qingxiang de Chu Roi de Chu 298–263 av J.C.       | Xiong Heng 熊橫 Qingxiang de Chu Roi de Chu 298–263 av J.C.       |  |  | Huang Xie 黃歇 Seigneur Chunshen 春申君 d. 238 av J.C.      | Huang Xie 黃歇 Seigneur Chunshen 春申君 d. 238 av J.C.      | Huang Xie 黃歇 Seigneur Chunshen 春申君 d. 238 av J.C.      | Huang Xie 黃歇 Seigneur Chunshen 春申君 d. 238 av J.C.      | Huang Xie 黃歇 Seigneur Chunshen 春申君 d. 238 av J.C.      | Huang Xie 黃歇 Seigneur Chunshen 春申君 d. 238 av J.C.      |  |  | E Jun Qi 鄂君啟 Seigneur de l' État de E                           | E Jun Qi 鄂君啟 Seigneur de l' État de E                           | E Jun Qi 鄂君啟 Seigneur de l' État de E                           | E Jun Qi 鄂君啟 Seigneur de l' État de E                           | E Jun Qi 鄂君啟 Seigneur de l' État de E                           | E Jun Qi 鄂君啟 Seigneur de l' État de E                           |  |  | ?                                   | ?                                   | ?                                   | ?                                   | ?                                   | ?                                   |  |  |                     |                     |                     |                     |                     |                     |  |  |  |  |  |  |  |  |  |  |  |  |  |  |  |  |  |  |  |  |  |  |  |  |  |  |  |  |  |  |
|                                   |                                   |                                   |                                   |                                   |                                   |  |  |                                                               |                                                               |                                                               |                                                               |                                                               |                                                               |  |  | |                                                              |                                                              |                                                              |                                                              |                                                              |  |  | Xiong Heng 熊橫 Qingxiang de Chu Roi de Chu 298–263 av J.C.       | Xiong Heng 熊橫 Qingxiang de Chu Roi de Chu 298–263 av J.C.       | Xiong Heng 熊橫 Qingxiang de Chu Roi de Chu 298–263 av J.C.       | Xiong Heng 熊橫 Qingxiang de Chu Roi de Chu 298–263 av J.C.       | Xiong Heng 熊橫 Qingxiang de Chu Roi de Chu 298–263 av J.C.       | Xiong Heng 熊橫 Qingxiang de Chu Roi de Chu 298–263 av J.C.       |  |  | Huang Xie 黃歇 Seigneur Chunshen 春申君 d. 238 av J.C.      | Huang Xie 黃歇 Seigneur Chunshen 春申君 d. 238 av J.C.      | Huang Xie 黃歇 Seigneur Chunshen 春申君 d. 238 av J.C.      | Huang Xie 黃歇 Seigneur Chunshen 春申君 d. 238 av J.C.      | Huang Xie 黃歇 Seigneur Chunshen 春申君 d. 238 av J.C.      | Huang Xie 黃歇 Seigneur Chunshen 春申君 d. 238 av J.C.      |  |  | E Jun Qi 鄂君啟 Seigneur de l' État de E                           | E Jun Qi 鄂君啟 Seigneur de l' État de E                           | E Jun Qi 鄂君啟 Seigneur de l' État de E                           | E Jun Qi 鄂君啟 Seigneur de l' État de E                           | E Jun Qi 鄂君啟 Seigneur de l' État de E                           | E Jun Qi 鄂君啟 Seigneur de l' État de E                           |  |  | ?                                   | ?                                   | ?                                   | ?                                   | ?                                   | ?                                   |  |  |                     |                     |                     |                     |                     |                     |  |  |  |  |  |  |  |  |  |  |  |  |  |  |  |  |  |  |  |  |  |  |  |  |  |  |  |  |  |  |
|                                   |                                   |                                   |                                   |                                   |                                   |  |  |                                                               |                                                               |                                                               |                                                               |                                                               |                                                               |  |  | |                                                              |                                                              |                                                              |                                                              |                                                              |  |  | Xiong Yuan 熊元 Kaolie de Chu 楚考烈王 Roi de Chu 262–238 av J.C. | Xiong Yuan 熊元 Kaolie de Chu 楚考烈王 Roi de Chu 262–238 av J.C. | Xiong Yuan 熊元 Kaolie de Chu 楚考烈王 Roi de Chu 262–238 av J.C. | Xiong Yuan 熊元 Kaolie de Chu 楚考烈王 Roi de Chu 262–238 av J.C. | Xiong Yuan 熊元 Kaolie de Chu 楚考烈王 Roi de Chu 262–238 av J.C. | Xiong Yuan 熊元 Kaolie de Chu 楚考烈王 Roi de Chu 262–238 av J.C. |  |  |                                                             |                                                             |                                                             |                                                             |                                                             |                                                             |  |  |                                                                    |                                                                    |                                                                    |                                                                    |                                                                    |                                                                    |  |  | Xiong Xin Yi de Chu 208–206 av J.C. | Xiong Xin Yi de Chu 208–206 av J.C. | Xiong Xin Yi de Chu 208–206 av J.C. | Xiong Xin Yi de Chu 208–206 av J.C. | Xiong Xin Yi de Chu 208–206 av J.C. | Xiong Xin Yi de Chu 208–206 av J.C. |  |  |                     |                     |                     |                     |                     |                     |  |  |  |  |  |  |  |  |  |  |  |  |  |  |  |  |  |  |  |  |  |  |  |  |  |  |  |  |  |  |
|                                   |                                   |                                   |                                   |                                   |                                   |  |  |                                                               |                                                               |                                                               |                                                               |                                                               |                                                               |  |  | |                                                              |                                                              |                                                              |                                                              |                                                              |  |  | Xiong Yuan 熊元 Kaolie de Chu 楚考烈王 Roi de Chu 262–238 av J.C. | Xiong Yuan 熊元 Kaolie de Chu 楚考烈王 Roi de Chu 262–238 av J.C. | Xiong Yuan 熊元 Kaolie de Chu 楚考烈王 Roi de Chu 262–238 av J.C. | Xiong Yuan 熊元 Kaolie de Chu 楚考烈王 Roi de Chu 262–238 av J.C. | Xiong Yuan 熊元 Kaolie de Chu 楚考烈王 Roi de Chu 262–238 av J.C. | Xiong Yuan 熊元 Kaolie de Chu 楚考烈王 Roi de Chu 262–238 av J.C. |  |  |                                                             |                                                             |                                                             |                                                             |                                                             |                                                             |  |  |                                                                    |                                                                    |                                                                    |                                                                    |                                                                    |                                                                    |  |  | Xiong Xin Yi de Chu 208–206 av J.C. | Xiong Xin Yi de Chu 208–206 av J.C. | Xiong Xin Yi de Chu 208–206 av J.C. | Xiong Xin Yi de Chu 208–206 av J.C. | Xiong Xin Yi de Chu 208–206 av J.C. | Xiong Xin Yi de Chu 208–206 av J.C. |  |  |                     |                     |                     |                     |                     |                     |  |  |  |  |  |  |  |  |  |  |  |  |  |  |  |  |  |  |  |  |  |  |  |  |  |  |  |  |  |  |
|                                   |                                   |                                   |                                   |                                   |                                   |  |  |                                                               |                                                               |                                                               |                                                               |                                                               |                                                               |  |  | |                                                              |                                                              |                                                              |                                                              |                                                              |  |  |                                                                   |                                                                   |                                                                   |                                                                   |                                                                   |                                                                   |  |  |                                                             |                                                             |                                                             |                                                             |                                                             |                                                             |  |  |                                                                    |                                                                    |                                                                    |                                                                    |                                                                    |                                                                    |  |  |                                     |                                     |                                     |                                     |                                     |                                     |  |  |                     |                     |                     |                     |                     |                     |  |  |  |  |  |  |  |  |  |  |  |  |  |  |  |  |  |  |  |  |  |  |  |  |  |  |  |  |  |  |
|                                   |                                   |                                   |                                   |                                   |                                   |  |  |                                                               |                                                               |                                                               |                                                               |                                                               |                                                               |  |  | Xiong Han 熊悍 You de Chu 楚幽王 Roi de Chu 237–228 av J.C. | Xiong Han 熊悍 You de Chu 楚幽王 Roi de Chu 237–228 av J.C.  | Xiong Han 熊悍 You de Chu 楚幽王 Roi de Chu 237–228 av J.C.  | Xiong Han 熊悍 You de Chu 楚幽王 Roi de Chu 237–228 av J.C.  | Xiong Han 熊悍 You de Chu 楚幽王 Roi de Chu 237–228 av J.C.  | Xiong Han 熊悍 You de Chu 楚幽王 Roi de Chu 237–228 av J.C.  |  |  | Xiong You 熊猶 Ai de Chu 楚哀王 Roi de Chu 228 av J.C.            | Xiong You 熊猶 Ai de Chu 楚哀王 Roi de Chu 228 av J.C.            | Xiong You 熊猶 Ai de Chu 楚哀王 Roi de Chu 228 av J.C.            | Xiong You 熊猶 Ai de Chu 楚哀王 Roi de Chu 228 av J.C.            | Xiong You 熊猶 Ai de Chu 楚哀王 Roi de Chu 228 av J.C.            | Xiong You 熊猶 Ai de Chu 楚哀王 Roi de Chu 228 av J.C.            |  |  | Xiong Fuchu 熊負芻 Roi de Chu 227–223 av J.C.               | Xiong Fuchu 熊負芻 Roi de Chu 227–223 av J.C.               | Xiong Fuchu 熊負芻 Roi de Chu 227–223 av J.C.               | Xiong Fuchu 熊負芻 Roi de Chu 227–223 av J.C.               | Xiong Fuchu 熊負芻 Roi de Chu 227–223 av J.C.               | Xiong Fuchu 熊負芻 Roi de Chu 227–223 av J.C.               |  |  | Seigneur Changping 昌平君 Roi de Chu 224–223 av J.C.               | Seigneur Changping 昌平君 Roi de Chu 224–223 av J.C.               | Seigneur Changping 昌平君 Roi de Chu 224–223 av J.C.               | Seigneur Changping 昌平君 Roi de Chu 224–223 av J.C.               | Seigneur Changping 昌平君 Roi de Chu 224–223 av J.C.               | Seigneur Changping 昌平君 Roi de Chu 224–223 av J.C.               |  |  |                                     |                                     |                                     |                                     |                                     |                                     |  |  |                     |                     |                     |                     |                     |                     |  |  |  |  |  |  |  |  |  |  |  |  |  |  |  |  |  |  |  |  |  |  |  |  |  |  |  |  |  |  |

## Personnalités célèbres du Chu
- Qu Yuan, un poète qui s'est suicidé
- Le Seigneur Chunshen, un des Quatre Seigneurs des Royaumes combattants
- Xiang Yu, "Roi Hégémon du Chu de l'Ouest" auto-proclamé, vainc les Qin à Julu et entre en conflit avec Liu Bang pour le pouvoir suprême lors de la guerre Chu–Han
- Liu Bang, né avant la chute du Chu, devient sujet de la dynastie Qin, puis fondateur de la dynastie Han

## Astronomie
Dans l'Astronomie chinoise traditionnelle, Chu est représenté par une étoile dans l'Astérisme des "Douze États", qui fait partie de la Loge lunaire "Xunu" dans la figure de la "Tortue noire". Les avis divergent cependant quant à savoir si cette étoile est Phi ou 24 Capricorni. Chu est également représenté par l'étoile Epsilon Ophiuchi dans la partie occidentale du grand astérisme "Tianshi",.

## Biologie
Le nom du taxon Mivirus vient de chinois : 芈 ; pinyin : Mǐ, le nom de famille des rois du Chu et du Roi Zhuang de Chu en particulier, augmenté du suffixe -virus. Pour les Chuviridae le nom inclus directement celui du Chu, augmenté du suffixe -viridae, qui sert à désigner une famille de virus. Enfin, les Jingchuvirales viennent de chinois : 荆楚 ; pinyin : Jīngchǔ, un synonyme de Chǔ, augmenté du suffixe -virales qui sert à désigner un ordre viral.

### Pour approfondir
- Miyake, Marc. 2018. Chu and Kra-Dai.